# Районы и города регионального значения Украины (до 2020)

До 2020 года второй уровень административного деления Украины был представлен районами (укр. район), городами областного (укр. місто областного підпорядкування) и республиканского (автономной республики) подчинения (укр. місто республіканського підпорядкування).
Общее число административно-территориальных единиц второго уровня до 2020 года — 668, в том числе 490 районов и 178 городов. С 2020 года — 136 районов.
Несмотря на единообразие общих принципов устройства, исторически в регионах административно-территориальная система имела значительные различия. Например, на урбанизированных территориях Восточной Украины (Донецкая и Луганская области) многим городским советам городов областного подчинения, в свою очередь, подчинялись входящие в их агломерации другие города.
Административно-территориальные единицы этого уровня объединяли нижестоящие городские, поселковые и сельские советы (укр. міська, селищна, сільська рада), в ряде случаев соответствуя единственному совету. Кроме того, многие крупные города, являющиеся административными центрами районов, не были включены в соответствующий район.

## Таблица городов областного значения Украины
Примечание: для городов Автономной Республики Крым указаны названия на украинском, русском и крымскотатарском языках
| №  | Город                                              | Регион                     | Площадь (км.) | Население (чел.; 2001) | Плотность (чел./км.)       | КОАТУУ |     |       |    |        |
| -- | -------------------------------------------------- | -------------------------- | ------------- | ---------------------- | -------------------------- | ------ | --- | ----- | -- | ------ |
| №  | Город                                              | Регион                     | a             | Алушта /Алушта /Aluşta | Автономная Республика Крым | КОАТУУ | 600 | 53727 | 90 | 01 103 |
| b  | Армянськ /Армянск /Ermeni Bazar                    | Автономная Республика Крым | 162           | 26187                  | 162                        | 01 115 |     |       |    |        |
| c  | Красноперекопськ /Красноперекопск /Krasnoperekopsk | Автономная Республика Крым | 22            | 31023                  | 1410                       | 01 113 |     |       |    |        |
| d  | Джанкой /Джанкой /Canköy                           | Автономная Республика Крым | 26            | 43343                  | 1667                       | 01 106 |     |       |    |        |
| e  | Євпаторія /Евпатория /Kezlev                       | Автономная Республика Крым | 65            | 120638                 | 1856                       | 01 109 |     |       |    |        |
| f  | Керч /Керчь /Keriç                                 | Автономная Республика Крым | 108           | 157007                 | 1454                       | 01 112 |     |       |    |        |
| g  | Саки /Саки /Saq                                    | Автономная Республика Крым | 29            | 29416                  | 1014                       | 01 114 |     |       |    |        |
| h  | Сімферополь /Симферополь /Aqmescit                 | Автономная Республика Крым | 107           | 363597                 | 3398                       | 01 101 |     |       |    |        |
| i  | Судак /Судак /Sudaq                                | Автономная Республика Крым | 539           | 28319                  | 53                         | 01 117 |     |       |    |        |
| j  | Феодосія /Феодосия /Kefe                           | Автономная Республика Крым | 350           | 108571                 | 310                        | 01 116 |     |       |    |        |
| k  | Ялта /Ялта /Yalta                                  | Автономная Республика Крым | 283           | 144434                 | 510                        | 01 119 |     |       |    |        |
| a  | Винница                                            | Винницкая область          | 61            | 356665                 | 5847                       | 05 101 |     |       |    |        |
| b  | Жмеринка                                           | Винницкая область          | 18            | 37349                  | 2075                       | 05 103 |     |       |    |        |
| c  | Казатин                                            | Винницкая область          | 9             | 27643                  | 3071                       | 05 105 |     |       |    |        |
| d  | Ладыжин                                            | Винницкая область          | 11            | 23456                  | 2132                       | 05 106 |     |       |    |        |
| e  | Могилёв-Подольский                                 | Винницкая область          | 22            | 33138                  | 1506                       | 05 104 |     |       |    |        |
| f  | Хмельник                                           | Винницкая область          | 20            | 27898                  | 1395                       | 05 109 |     |       |    |        |
| a  | Владимир-Волынский                                 | Волынская область          | 17            | 38256                  | 2250                       | 07 102 |     |       |    |        |
| b  | Ковель                                             | Волынская область          | 47            | 66401                  | 1413                       | 07 104 |     |       |    |        |
| c  | Луцк                                               | Волынская область          | 42            | 208816                 | 4972                       | 07 101 |     |       |    |        |
| d  | Нововолынск                                        | Волынская область          | 17            | 58688                  | 3452                       | 07 107 |     |       |    |        |
| a  | Вольногорск                                        | Днепропетровская область   | 10            | 23782                  | 2378                       | 12 102 |     |       |    |        |
| b  | Каменское                                          | Днепропетровская область   | 150           | 262704                 | 1751                       | 12 104 |     |       |    |        |
| c  | Днепр                                              | Днепропетровская область   | 397           | 1080846                | 2723                       | 12 101 |     |       |    |        |
| d  | Жёлтые Воды                                        | Днепропетровская область   | 34            | 54370                  | 1599                       | 12 107 |     |       |    |        |
| e  | Кривой Рог                                         | Днепропетровская область   | 422           | 712507                 | 1688                       | 12 110 |     |       |    |        |
| f  | Марганец                                           | Днепропетровская область   | 36            | 50591                  | 1405                       | 12 113 |     |       |    |        |
| g  | Никополь                                           | Днепропетровская область   | 50            | 136280                 | 2726                       | 12 116 |     |       |    |        |
| h  | Новомосковск                                       | Днепропетровская область   | 36            | 72439                  | 2012                       | 12 119 |     |       |    |        |
| i  | Покров                                             | Днепропетровская область   | 26            | 46532                  | 1790                       | 12 121 |     |       |    |        |
| j  | Павлоград                                          | Днепропетровская область   | 59            | 118816                 | 2014                       | 12 124 |     |       |    |        |
| k  | Першотравенск                                      | Днепропетровская область   | 3             | 29140                  | 9713                       | 12 126 |     |       |    |        |
| l  | Синельниково                                       | Днепропетровская область   | 23            | 32302                  | 1404                       | 12 130 |     |       |    |        |
| m  | Терновка                                           | Днепропетровская область   | 18            | 29253                  | 1625                       | 12 135 |     |       |    |        |
| a  | Авдеевка                                           | Донецкая область           | 29            | 37210                  | 1283                       | 14 102 |     |       |    |        |
| b  | Бахмут                                             | Донецкая область           | 74            | 113360                 | 1532                       | 14 103 |     |       |    |        |
| c  | Угледар                                            | Донецкая область           | 5             | 17440                  | 3488                       | 14 148 |     |       |    |        |
| d  | Горловка                                           | Донецкая область           | 422           | 314660                 | 746                        | 14 106 |     |       |    |        |
| e  | Дебальцево                                         | Донецкая область           | 38            | 52214                  | 1374                       | 14 109 |     |       |    |        |
| f  | Торецк                                             | Донецкая область           | 62            | 87024                  | 1404                       | 14 112 |     |       |    |        |
| g  | Мирноград                                          | Донецкая область           | 23            | 55815                  | 2427                       | 14 113 |     |       |    |        |
| h  | Доброполье                                         | Донецкая область           | 20            | 71695                  | 3585                       | 14 115 |     |       |    |        |
| i  | Докучаевск                                         | Донецкая область           | 119           | 25265                  | 212                        | 14 116 |     |       |    |        |
| j  | Донецк                                             | Донецкая область           | 571           | 1033424                | 1810                       | 14 101 |     |       |    |        |
| k  | Дружковка                                          | Донецкая область           | 47            | 74901                  | 1594                       | 14 117 |     |       |    |        |
| l  | Енакиево                                           | Донецкая область           | 425           | 161535                 | 380                        | 14 120 |     |       |    |        |
| m  | Ждановка                                           | Донецкая область           | 2             | 14793                  | 7397                       | 14 121 |     |       |    |        |
| n  | Крестовка                                          | Донецкая область           | 7             | 30910                  | 4416                       | 14 125 |     |       |    |        |
| o  | Константиновка                                     | Донецкая область           | 66            | 95111                  | 1441                       | 14 126 |     |       |    |        |
| p  | Краматорск                                         | Донецкая область           | 356           | 216162                 | 607                        | 14 129 |     |       |    |        |
| q  | Лиман                                              | Донецкая область           | 192           | 29610                  | 154                        | 14 133 |     |       |    |        |
| r  | Покровск                                           | Донецкая область           | 39            | 83251                  | 2135                       | 14 132 |     |       |    |        |
| s  | Макеевка                                           | Донецкая область           | 426           | 432830                 | 1016                       | 14 135 |     |       |    |        |
| t  | Мариуполь                                          | Донецкая область           | 244           | 514548                 | 2109                       | 14 123 |     |       |    |        |
| u  | Новогродовка                                       | Донецкая область           | 6             | 17473                  | 2912                       | 14 136 |     |       |    |        |
| v  | Селидово                                           | Донецкая область           | 108           | 62589                  | 580                        | 14 138 |     |       |    |        |
| w  | Славянск                                           | Донецкая область           | 74            | 146585                 | 1981                       | 14 141 |     |       |    |        |
| x  | Снежное                                            | Донецкая область           | 189           | 82609                  | 437                        | 14 144 |     |       |    |        |
| y  | Чистяково                                          | Донецкая область           | 105           | 95632                  | 911                        | 14 147 |     |       |    |        |
| z  | Харцизск                                           | Донецкая область           | 207           | 114105                 | 551                        | 14 150 |     |       |    |        |
| aa | Шахтёрск                                           | Донецкая область           | 51            | 71658                  | 1405                       | 14 153 |     |       |    |        |
| ab | Ясиноватая                                         | Донецкая область           | 19            | 37552                  | 1976                       | 14 155 |     |       |    |        |
| a  | Бердичев                                           | Житомирская область        | 36            | 87575                  | 2433                       | 18 104 |     |       |    |        |
| b  | Житомир                                            | Житомирская область        | 61            | 284236                 | 4660                       | 18 101 |     |       |    |        |
| c  | Коростень                                          | Житомирская область        | 30            | 66669                  | 2222                       | 18 107 |     |       |    |        |
| d  | Малин                                              | Житомирская область        | 61            | 27083                  | 445                        | 18 109 |     |       |    |        |
| e  | Новоград-Волынский                                 | Житомирская область        | 27            | 56259                  | 2084                       | 18 110 |     |       |    |        |
| a  | Берегово                                           | Закарпатская область       | 15            | 27235                  | 1816                       | 21 102 |     |       |    |        |
| b  | Мукачево                                           | Закарпатская область       | 28            | 82346                  | 2941                       | 21 104 |     |       |    |        |
| c  | Ужгород                                            | Закарпатская область       | 33            | 117317                 | 3555                       | 21 101 |     |       |    |        |
| d  | Хуст                                               | Закарпатская область       | 11            | 32348                  | 2941                       | 21 108 |     |       |    |        |
| e  | Чоп                                                | Закарпатская область       | 2             | 8919                   | 4460                       | 21 110 |     |       |    |        |
| a  | Бердянск                                           | Запорожская область        | 83            | 124959                 | 1506                       | 23 104 |     |       |    |        |
| b  | Энергодар                                          | Запорожская область        | 64            | 56242                  | 879                        | 23 125 |     |       |    |        |
| c  | Запорожье                                          | Запорожская область        | 236           | 817882                 | 3466                       | 23 101 |     |       |    |        |
| d  | Мелитополь                                         | Запорожская область        | 42            | 160657                 | 3825                       | 23 107 |     |       |    |        |
| e  | Токмак                                             | Запорожская область        | 32            | 36275                  | 1134                       | 23 110 |     |       |    |        |
| a  | Болехов                                            | Ивано-Франковская область  | 300           | 21219                  | 71                         | 26 102 |     |       |    |        |
| b  | Бурштин                                            | Ивано-Франковская область  | 33            | 15361                  | 470                        | 26 103 |     |       |    |        |
| c  | Ивано-Франковск                                    | Ивано-Франковская область  | 84            | 233418                 | 2779                       | 26 101 |     |       |    |        |
| d  | Калуш                                              | Ивано-Франковская область  | 65            | 67902                  | 1045                       | 26 104 |     |       |    |        |
| e  | Коломыя                                            | Ивано-Франковская область  | 41            | 61989                  | 1512                       | 26 106 |     |       |    |        |
| f  | Яремче                                             | Ивано-Франковская область  | 657           | 21450                  | 33                         | 26 110 |     |       |    |        |
| a  | Борисполь                                          | Киевская область           | 20            | 54591                  | 2730                       | 32 105 |     |       |    |        |
| b  | Березань                                           | Киевская область           | 33            | 17367                  | 526                        | 32 104 |     |       |    |        |
| c  | Белая Церковь                                      | Киевская область           | 34            | 200131                 | 5886                       | 32 103 |     |       |    |        |
| d  | Бровары                                            | Киевская область           | 34            | 86839                  | 2554                       | 32 106 |     |       |    |        |
| e  | Буча                                               | Киевская область           | 26,57         | 30095                  |                            | 32 108 |     |       |    |        |
| f  | Васильков                                          | Киевская область           | 21            | 39722                  | 1892                       | 32 107 |     |       |    |        |
| g  | Ирпень                                             | Киевская область           | 38            | 101761                 | 2678                       | 32 109 |     |       |    |        |
| h  | Обухов                                             | Киевская область           | 24            | 33 637                 |                            | 32 116 |     |       |    |        |
| i  | Переяслав-Хмельницкий                              | Киевская область           | 32            | 31634                  | 989                        | 32 110 |     |       |    |        |
| j  | Припять                                            | Киевская область           | 6             | 0                      | 0                          | 32 111 |     |       |    |        |
| k  | Ржищев                                             | Киевская область           | 36            | 8447                   | 235                        | 32 113 |     |       |    |        |
| l  | Славутич                                           | Киевская область           | 21            | 24402                  | 1162                       | 32 115 |     |       |    |        |
| m  | Фастов                                             | Киевская область           | 43            | 51976                  | 1209                       | 32 112 |     |       |    |        |
| a  | Знаменка                                           | Кировоградская область     | 15            | 35569                  | 2371                       | 35 106 |     |       |    |        |
| b  | Кировоград                                         | Кировоградская область     | 103           | 262543                 | 2549                       | 35 101 |     |       |    |        |
| c  | Александрия                                        | Кировоградская область     | 61            | 104461                 | 1712                       | 35 103 |     |       |    |        |
| d  | Светловодск                                        | Кировоградская область     | 45            | 57609                  | 1280                       | 35 109 |     |       |    |        |
| a  | Алчевск                                            | Луганская область          | 49            | 119193                 | 2433                       | 44 112 |     |       |    |        |
| b  | Антрацит                                           | Луганская область          | 61            | 90835                  | 1489                       | 44 103 |     |       |    |        |
| c  | Брянка                                             | Луганская область          | 64            | 61357                  | 959                        | 44 105 |     |       |    |        |
| d  | Голубовка                                          | Луганская область          | 35            | 45012                  | 1286                       | 44 110 |     |       |    |        |
| e  | Хрустальный                                        | Луганская область          | 154           | 145129                 | 942                        | 44 116 |     |       |    |        |
| f  | Сорокино                                           | Луганская область          | 77            | 118168                 | 1535                       | 44 114 |     |       |    |        |
| g  | Лисичанск                                          | Луганская область          | 96            | 133258                 | 1388                       | 44 118 |     |       |    |        |
| h  | Луганск                                            | Луганская область          | 286           | 503248                 | 1760                       | 44 101 |     |       |    |        |
| i  | Первомайск                                         | Луганская область          | 89            | 80622                  | 906                        | 44 121 |     |       |    |        |
| j  | Ровеньки                                           | Луганская область          | 217           | 91712                  | 423                        | 44 123 |     |       |    |        |
| k  | Рубежное                                           | Луганская область          | 34            | 65322                  | 1921                       | 44 125 |     |       |    |        |
| l  | Довжанск                                           | Луганская область          | 84            | 110159                 | 1311                       | 44 127 |     |       |    |        |
| m  | Северодонецк                                       | Луганская область          | 58            | 129752                 | 2237                       | 44 129 |     |       |    |        |
| n  | Кадиевка                                           | Луганская область          | 92            | 108266                 | 1177                       | 44 131 |     |       |    |        |
| a  | Борислав                                           | Львовская область          | 37            | 40434                  | 1093                       | 46 103 |     |       |    |        |
| b  | Дрогобыч                                           | Львовская область          | 41            | 99982                  | 2439                       | 46 106 |     |       |    |        |
| c  | Львов                                              | Львовская область          | 171           | 758526                 | 4436                       | 46 101 |     |       |    |        |
| d  | Моршин                                             | Львовская область          | 2             | 6482                   | 3241                       | 46 107 |     |       |    |        |
| e  | Новый Раздол                                       | Львовская область          | 8             | 28227                  | 3528                       | 46 108 |     |       |    |        |
| f  | Самбор                                             | Львовская область          | 15            | 36556                  | 2437                       | 46 109 |     |       |    |        |
| g  | Стрый                                              | Львовская область          | 17            | 62479                  | 3675                       | 46 112 |     |       |    |        |
| h  | Трускавец                                          | Львовская область          | 8             | 31037                  | 3880                       | 46 115 |     |       |    |        |
| i  | Червоноград                                        | Львовская область          | 17            | 85359                  | 5021                       | 46 118 |     |       |    |        |
| a  | Вознесенск                                         | Николаевская область       | 23            | 42634                  | 1854                       | 48 102 |     |       |    |        |
| b  | Николаев                                           | Николаевская область       | 260           | 514136                 | 1977                       | 48 101 |     |       |    |        |
| c  | Очаков                                             | Николаевская область       | 13            | 16929                  | 1302                       | 48 103 |     |       |    |        |
| d  | Первомайск                                         | Николаевская область       | 25            | 70170                  | 2807                       | 48 104 |     |       |    |        |
| e  | Южноукраинск                                       | Николаевская область       | 24            | 38206                  | 1592                       | 48 108 |     |       |    |        |
| a  | Балта                                              | Одесская область           | 23            | 19353                  | 842.5                      | 51 100 |     |       |    |        |
| b  | Белгород-Днестровский                              | Одесская область           | 31            | 58436                  | 1885                       | 51 103 |     |       |    |        |
| c  | Беляевка                                           | Одесская область           | 14.6          | 12213                  | 839                        | 51 100 |     |       |    |        |
| d  | Измаил                                             | Одесская область           | 53            | 84815                  | 1600                       | 51 106 |     |       |    |        |
| e  | Черноморск                                         | Одесская область           | 25            | 63726                  | 2549                       | 51 108 |     |       |    |        |
| f  | Подольск                                           | Одесская область           | 15            | 40718                  | 2715                       | 51 112 |     |       |    |        |
| g  | Одесса                                             | Одесская область           | 139           | 1029049                | 7403                       | 51 101 |     |       |    |        |
| h  | Теплодар                                           | Одесская область           | 3             | 8830                   | 2943                       | 51 115 |     |       |    |        |
| i  | Южное                                              | Одесская область           | 9             | 23977                  | 2664                       | 51 117 |     |       |    |        |
| a  | Горишние Плавни                                    | Полтавская область         | 174           | 54313                  | 312                        | 53 102 |     |       |    |        |
| b  | Кременчуг                                          | Полтавская область         | 96            | 234073                 | 2438                       | 53 104 |     |       |    |        |
| c  | Лубны                                              | Полтавская область         | 30            | 52572                  | 1752                       | 53 107 |     |       |    |        |
| d  | Миргород                                           | Полтавская область         | 29            | 42886                  | 1479                       | 53 109 |     |       |    |        |
| e  | Полтава                                            | Полтавская область         | 104           | 317998                 | 3058                       | 53 101 |     |       |    |        |
| a  | Дубно                                              | Ровненская область         | 27            | 39146                  | 1450                       | 56 103 |     |       |    |        |
| b  | Вараш                                              | Ровненская область         | 4             | 38830                  | 9708                       | 56 107 |     |       |    |        |
| c  | Острог                                             | Ровненская область         | 10            | 14801                  | 1480                       | 56 109 |     |       |    |        |
| d  | Ровно                                              | Ровненская область         | 58            | 248813                 | 4290                       | 56 101 |     |       |    |        |
| a  | Ахтырка                                            | Сумская область            | 31            | 50713                  | 1636                       | 59 102 |     |       |    |        |
| b  | Глухов                                             | Сумская область            | 84            | 36056                  | 429                        | 59 103 |     |       |    |        |
| c  | Конотоп                                            | Сумская область            | 103           | 97296                  | 945                        | 59 104 |     |       |    |        |
| d  | Лебедин                                            | Сумская область            | 167           | 29710                  | 178                        | 59 105 |     |       |    |        |
| e  | Ромны                                              | Сумская область            | 29            | 50929                  | 1756                       | 59 107 |     |       |    |        |
| f  | Сумы                                               | Сумская область            | 146           | 295847                 | 2026                       | 59 101 |     |       |    |        |
| g  | Шостка                                             | Сумская область            | 36            | 87130                  | 2420                       | 59 110 |     |       |    |        |
| a  | Тернополь                                          | Тернопольская область      | 59            | 227755                 | 3860                       | 61 101 |     |       |    |        |
| b  | Чортков                                            | Тернопольская область      | 30            | 29702                  | 990                        | 61 103 |     |       |    |        |
| a  | Изюм                                               | Харьковская область        | 40            | 56114                  | 1403                       | 63 104 |     |       |    |        |
| b  | Купянск                                            | Харьковская область        | 33            | 62620                  | 1898                       | 63 107 |     |       |    |        |
| c  | Лозовая                                            | Харьковская область        | 18            | 73098                  | 4061                       | 63 110 |     |       |    |        |
| d  | Люботин                                            | Харьковская область        | 31            | 26945                  | 869                        | 63 112 |     |       |    |        |
| e  | Первомайский                                       | Харьковская область        | 30            | 33016                  | 1101                       | 63 115 |     |       |    |        |
| f  | Харьков                                            | Харьковская область        | 306           | 1470902                | 4807                       | 63 101 |     |       |    |        |
| g  | Чугуев                                             | Харьковская область        | 13            | 37715                  | 2901                       | 63 120 |     |       |    |        |
| a  | Голая Пристань                                     | Херсонская область         | 9             | 14755                  | 1639                       | 65 103 |     |       |    |        |
| b  | Каховка                                            | Херсонская область         | 31            | 38238                  | 1233                       | 65 104 |     |       |    |        |
| c  | Новая Каховка                                      | Херсонская область         | 223           | 74599                  | 335                        | 65 107 |     |       |    |        |
| d  | Херсон                                             | Херсонская область         | 423           | 367188                 | 868                        | 65 101 |     |       |    |        |
| a  | Каменец-Подольский                                 | Хмельницкая область        | 26            | 99610                  | 3831                       | 68 104 |     |       |    |        |
| b  | Нетишин                                            | Хмельницкая область        | 66            | 34340                  | 520                        | 68 105 |     |       |    |        |
| c  | Славута                                            | Хмельницкая область        | 22            | 34358                  | 1562                       | 68 106 |     |       |    |        |
| d  | Староконстантинов                                  | Хмельницкая область        | 17            | 35206                  | 2071                       | 68 108 |     |       |    |        |
| e  | Хмельницкий                                        | Хмельницкая область        | 86            | 253994                 | 2953                       | 68 101 |     |       |    |        |
| f  | Шепетовка                                          | Хмельницкая область        | 38            | 48212                  | 1269                       | 68 107 |     |       |    |        |
| a  | Ватутино                                           | Черкасская область         | 11            | 20971                  | 1906                       | 71 102 |     |       |    |        |
| b  | Золотоноша                                         | Черкасская область         | 45            | 29925                  | 665                        | 71 104 |     |       |    |        |
| c  | Канев                                              | Черкасская область         | 17            | 26657                  | 1568                       | 71 103 |     |       |    |        |
| d  | Смела                                              | Черкасская область         | 40            | 69720                  | 1743                       | 71 105 |     |       |    |        |
| e  | Умань                                              | Черкасская область         | 41            | 88735                  | 2164                       | 71 108 |     |       |    |        |
| f  | Черкассы                                           | Черкасская область         | 78            | 296191                 | 3797                       | 71 101 |     |       |    |        |
| a  | Новоднестровск                                     | Черновицкая область        | 3             | 10342                  | 3447                       | 73 106 |     |       |    |        |
| b  | Черновцы                                           | Черновицкая область        | 153           | 240621                 | 1573                       | 73 101 |     |       |    |        |
| a  | Нежин                                              | Черниговская область       | 43            | 76625                  | 1782                       | 74 104 |     |       |    |        |
| b  | Прилуки                                            | Черниговская область       | 40            | 64861                  | 1622                       | 74 107 |     |       |    |        |
| c  | Чернигов                                           | Черниговская область       | 71            | 304994                 | 4296                       | 74 101 |     |       |    |        |

## По областям

### Винницкая область

Винницкая область, карта-схема административно-территориального деления

Винницкая область (укр. Вінницька область), административный центр — город Винница
Города (городские советы) областного подчинения:
Винница (укр. Вінниця, Вінницька міськрада); административный центр Винницкой области и Винницкого района (не входит в его состав)
Жмеринка (укр. Жмеринка, Жмеринська міськрада); административный центр Жмеринского района (не входит в его состав)
Казатин (укр. Козятин, Козятинська міськрада); административный центр Казатинского района (не входит в его состав)
Ладыжин (укр. Ладижин, Ладижинська міськрада);
Могилёв-Подольский (укр. Могилів-Подільський, Могилів-Подільська міськрада); административный центр Могилёв-Подольского района (не входит в его состав)
Хмельник (укр. Хмільник, Хмільницька міськрада); административный центр Хмельницкого района (не входит в его состав)
Районы:
Барский район (укр. Барський район); административный центр — город Бар (укр. Бар)
Бершадский район (укр. Бершадський район); административный центр — город Бершадь (укр. Бершадь)
Винницкий район (укр. Вінницький район); административный центр — город Винница, в состав района не входит
Гайсинский район (укр. Гайсинський район); административный центр — город Гайсин (укр. Гайсин)
Жмеринский район (укр. Жмеринський район); административный центр — город Жмеринка, в состав района не входит
Ильинецкий район (укр. Іллінецький район); административный центр — город Ильинцы (укр. Іллінці)
Калиновский район (укр. Калинівський район); административный центр — город Калиновка (укр. Калинівка)
Казатинский район (укр. Козятинський район); административный центр — город Казатин, в состав района не входит
Крыжопольский район (укр. Крижопільський район); административный центр — посёлок Крыжополь (укр. Крижопіль)
Липовецкий район (укр. Липовецький район); административный центр — город Липовец (укр. Липовець)
Литинский район (укр. Літинський район); административный центр — посёлок Литин (укр. Літин)
Могилёв-Подольский район (укр. Могилів-Подільський район); административный центр — город Могилёв-Подольский, в состав района не входит
Мурованокуриловецкий район (укр. Мурованокуриловецький район); административный центр — посёлок Мурованые Куриловцы (укр. Муровані Курилівці)
Немировский район (укр. Немирівський район); административный центр — город Немиров (укр. Немирів)
Оратовский район (укр. Оратівський район); административный центр — посёлок Оратов (укр. Оратів)
Песчанский район (укр. Піщанський район); административный центр — посёлок Песчанка (укр. Піщанка)
Погребищенский район (укр. Погребищенський район); административный центр — город Погребище (укр. Погребище)
Тепликский район (укр. Теплицький район); административный центр — посёлок Теплик (укр. Теплик)
Томашпольский район (укр. Томашпільський район); административный центр — посёлок Томашполь (укр. Томашпіль)
Тростянецкий район (укр. Тростянецький район); административный центр — посёлок Тростянец (укр. Тростянець)
Тульчинский район (укр. Тульчинський район); административный центр — город Тульчин (укр. Тульчин)
Тывровский район (укр. Тиврівський район); административный центр — посёлок Тывров (укр. Тиврів)
Хмельницкий район(укр. Хмільницький район); административный центр — город Хмельник, в состав района не входит
Черневецкий район (укр. Чернівецький район); административный центр — посёлок Черневцы (укр. Чернівці)
Чечельницкий район (укр. Чечельницький район); административный центр — посёлок Чечельник (укр. Чечельник)
Шаргородский район (укр. Шаргородський район); административный центр — город Шаргород (укр. Шаргород)
Ямпольский район (укр. Ямпільський район); административный центр — город Ямполь (укр. Ямпіль)

### Волынская область

Волынская область, карта-схема административно-территориального деления

Волынская область (укр. Волинська область), административный центр — город Луцк
Города (городские советы) областного подчинения:
Владимир-Волынский (укр. Володимир-Волинський, Володимир-Волинська міськрада); административный центр Владимир-Волынского района (не входит в его состав)
Ковель (укр. Ковель, Ковельська міськрада); административный центр Ковельского района (не входит в его состав)
Луцк (укр. Луцьк, Луцька міськрада); административный центр Волынской области и Луцкого района (не входит в его состав)
Нововолынск (укр. Нововолинськ, Нововолинська міськрада);
Районы:
Владимир-Волынский район (укр. Володимир-Волинський район); административный центр — город Владимир-Волынский, в состав района не входит; также включает город Устилуг (укр. Устилуг);
Гороховский район (укр. Горохівський район); административный центр — город Горохов (укр. Горохів); также включает город Берестечко (укр. Берестечко);
Иваничевский район (укр. Іваничівський район); административный центр — посёлок Иваничи (укр. Іваничі);
Камень-Каширский (укр. Камінь-Каширський);
Киверцовский район (укр. Ківерцівський район); административный центр — город Киверцы (укр. Ківерці);
Ковельский район (укр. Ковельський район); административный центр — город Ковель, в состав района не входит;
Локачинский район (укр. Локачинський район); административный центр — посёлок Локачи (укр. Локачі);
Луцкий район (укр. Луцький район); административный центр — город Луцк, в состав района не входит;
Любешовский район (укр. Любешівський район); административный центр — посёлок Любешов (укр. Любешів);
Любомльский район (укр. Любомльський район); административный центр — посёлок Любомль (укр. Любомль);
Маневичский район (укр. Маневицький район); административный центр — посёлок Маневичи (укр. Маневичі);
Ратновский район (укр. Ратнівський район); административный центр — посёлок Ратно (укр. Ратне);
Рожищенский район (укр. Рожищенський район); административный центр — город Рожище (укр. Рожище);
Старовыжевский район (укр. Старовижівський район); административный центр — посёлок Старая Выжевка (укр. Стара Вижівка);
Турийский район (укр. Турійський район); административный центр — посёлок Турийск (укр. Турійськ);
Шацкий район (укр. Шацький район); административный центр — посёлок Шацк (укр. Шацьк);

### Днепропетровская область

Днепропетровская область, карта-схема административно-территориального деления

Днепропетровская область (укр. Дніпропетровська область), административный центр — город Днепр
Города (городские советы) областного подчинения:
Вольногорск (укр. Вільногірськ, Вільногірська міськрада)
Днепр (укр. Дніпро, Дніпровська міськрада); административный центр Днепропетровской области и Днепровского района (не входит в его состав)
Жёлтые Воды (укр. Жовті Води, Жовтоводська міськрада)
Каменское (укр. Кам'янське, Кам'янська міськрада)
Кривой Рог (укр. Кривий Ріг, Криворізька міськрада); административный центр Криворожского района (не входит в его состав)
Марганец (укр. Марганець, Марганецька міськрада)
Никополь (укр. Нікополь, Нікопольська міськрада); административный центр Никопольского района (не входит в его состав)
Новомосковск (укр. Новомосковськ, Новомосковська міськрада); административный центр Новомосковского района (не входит в его состав)
Павлоград (укр. Павлоград, Павлоградська міськрада); административный центр Павлоградского района (не входит в его состав)
Першотравенск (укр. Першотравенськ, Першотравенська міськрада)
Покров (укр. Покров, Покровська міськрада)
Синельниково (укр. Синельникове, Синельниківська міськрада); административный центр Синельниковского района (не входит в его состав)
Терновка (укр. Тернівка, Тернівська міськрада)
Районы:
Апостоловский район (укр. Апостолівський район); административный центр — город Апостолово (укр. Апостолове); также включает город Зеленодольск (укр. Зеленодольськ)
Васильковский район (укр. Васильківський район); административный центр — посёлок Васильковка (укр. Васильківка)
Верхнеднепровский район (укр. Верхньодніпровський район); административный центр — город Верхнеднепровск (укр. Верхньодніпровськ); также включает город Верховцево (укр. Верхівцеве)
Днепровский район (укр. Дніпровський район); административный центр — город Днепр, не входит в состав района; также включает город Подгородное (укр. Підгородне)
Криворожский район (укр. Криворізький район); административный центр — город Кривой Рог, не входит в состав района
Криничанский район (укр. Криничанський район); административный центр — посёлок Кринички (укр. Кринички)
Магдалиновский район (укр. Магдалинівський район); административный центр — посёлок Магдалиновка (укр. Магдалинівка)
Межевский район (укр. Межівськи́й район); административный центр — посёлок Межевая (укр. Межова)
Никопольский район (укр. Нікопольський район); административный центр — город Никополь, не входит в состав района
Новомосковский район (укр. Новомосковський район); административный центр — город Новомосковск, не входит в состав района; также включает город Перещепино (укр. Перещепине)
Павлоградский район (укр. Павлоградський район); административный центр — город Павлоград, не входит в состав района
Петриковский район (укр. Петриківський район); административный центр — посёлок Петриковка (укр. Петриківка)
Петропавловский район (укр. Петропавлівський район); административный центр — посёлок Петропавловка (укр. Петропавлівка)
Покровский район (укр. Покровський район); административный центр — посёлок Покровское (укр. Покровське)
Пятихатский район (укр. П'ятихатський район); административный центр — город Пятихатки (укр. П'ятихатки)
Синельниковский район (укр. Синельниківський район); административный центр — город Синельниково, не входит в состав района
Солонянский район (укр. Солонянський район); административный центр — посёлок Солёное (укр. Солоне)
Софиевский район (укр. Софіївський район); административный центр — посёлок Софиевка (укр. Софіївка)
Томаковский район (укр. Томаківський район); административный центр — посёлок Томаковка (укр. Томаківка)
Царичанский район (укр. Царичанський район); административный центр — посёлок Царичанка (укр. Царичанка)
Широковский район (укр. Широківський район); административный центр — посёлок Широкое (укр. Широке)
Юрьевский район (укр. Юр'ївський район); административный центр — посёлок Юрьевка (укр. Юр'ївка)

### Донецкая область

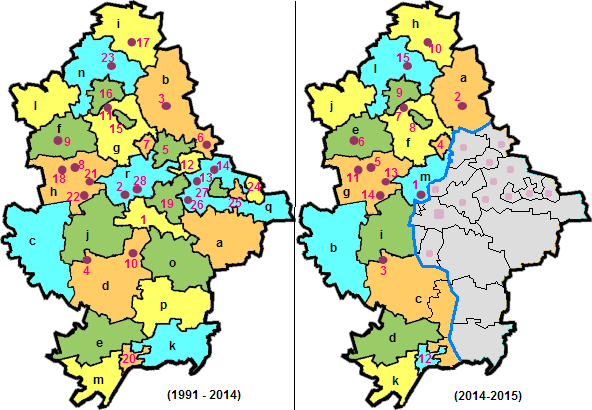
Донецкая область, карта-схема административно-территориального деления

Донецкая область (укр. Донецька область), административный центр — город Донецк
В апреле 2014 года на части территорий области была провозглашена Донецкая Народная Республика. Поскольку часть территории области вместе с городом Донецком контролируется ДНР, областная администрация и большинство областных государственных учреждений находятся в Краматорске, областной совет — в Мариуполе; областные учреждения находятся также в Славянске, Мариуполе, Константиновке, Бахмуте и Мирнограде.
Города (городские советы) областного подчинения:
Авдеевка (укр. Авдіївка, Авдіївська міськрада) — на карте показан буквой «a»
Бахмут (укр. Бахмут, Бахмутська міськрада) — на карте показан буквой «b»; административный центр Бахмутского района (не входит в его состав); с подчинёнными городскими советами города Соледар (укр. Соледар) и города Часов Яр (укр. Часів Яр)
Горловка (укр. Горлівка, Горлівська міськрада) — на карте показан буквой «c»
Дебальцево (укр. Дебальцеве, Дебальцевська міськрада) — на карте показан буквой «d»; с подчинённым городским советом города Светлодарск (укр. Світлодарськ)
Доброполье (укр. Добропілля, Добропільська міськрада) — на карте показан буквой «g»; административный центр Добропольского района (не входит в его состав); с подчинёнными городскими советами города Белицкое (укр. Білицьке) и города Белозёрское (укр. Білозерське)
Докучаевск (укр. Докучаєвськ, Дніпропетровська міськрада) — на карте показан буквой «h»
Донецк (укр. Донецьк, Донецька міськрада) — на карте показан буквой «i»; административный центр Донецкой области; с подчинённым городским советом города Моспино (укр. Моспине)
Дружковка (укр. Дружківка, Дружківська міськрада) — на карте показан буквой «j»
Енакиево (укр. Єнакієве, Єнакіївська міськрада) — на карте показан буквой «k»; с подчинёнными городскими советами города Углегорск (укр. Вуглегірськ) и города Юнокоммунаровск (укр. Юнокомунарівськ, фактически сохраняет указанное наименование, находясь под контролем ДНР, законом Украины переименован в Бунге, укр. Бунге)
Ждановка (укр. Жданівка, Жданівська міськрада) — на карте показан буквой «l»
Кировское (укр. Кіровське, Кіровська міськрада, фактически сохраняет указанное наименование, находясь под контролем ДНР, законом Украины переименован в Крестовка, укр. Хрестівка) — на карте показан буквой «m»
Константиновка (укр. Костянтинівка, Костянтинівська міськрада) — на карте показан буквой «n»; административный центр Константиновского района (не входит в его состав)
Краматорск (укр. Краматорськ, Краматорська міськрада) — на карте показан буквой «o»
Лиман (укр. Лиман, Лиманська міськрада) — на карте показан буквой «q»; административный центр Лиманского района (не входит в его состав)
Макеевка (укр. Макіївка, Макіївська міськрада) — на карте показан буквой «r»
Мариуполь (укр. Маріуполь, Маріупольська міськрада) — на карте показан буквой «s»
Мирноград (укр. Мирноград, Мирноградська міськрада) — на карте показан буквой «f»
Новогродовка (укр. Новогродівка, Новогродівська міськрада) — на карте показан буквой «t»
Покровск (укр. Покровськ, Покровська міськрада) — на карте показан буквой «p»; административный центр Покровского района (не входит в его состав)
Селидово (укр. Селидове, Селидівська міськрада) — на карте показан буквой «u»; с подчинёнными городскими советами города Горняк (укр. Гірник) и города Украинск (укр. Українськ)
Славянск (укр. Слов’янськ, Слов'янська міськрада) — на карте показан буквой «v»; административный центр Славянского района (не входит в его состав)
Снежное (укр. Сніжне, Сніжнянська міськрада) — на карте показан буквой «w»
Торез (укр. Торез, Торезька міськрада, фактически сохраняет указанное наименование, находясь под контролем ДНР, законом Украины переименован в Чистяково, укр. Чистякове) — на карте показан буквой «x»
Торецк (укр. Торецьк, Торецька міськрада) — на карте показан буквой «e»; с подчинённым городским советом города Железное (укр. Залізне)
Угледар (укр. Вугледар, Вугледарський міськрада) — на карте показан буквой «y»
Харцызск (укр. Харцизьк, Харцизька міськрада) — на карте показан буквой «z»; с подчинёнными городскими советами города Зугрэс (укр. Зугрес) и города Иловайск (укр. Іловайськ)
Шахтёрск (укр. Шахтарськ, Шахтарська міськрада) — на карте показан буквой «α»; административный центр Шахтёрского района (не входит в его состав)
Ясиноватая (укр. Ясинувата, Ясинуватська міськрада) — на карте показан буквой «β»; административный центр Ясиноватского района (не входит в его состав)
Районы:
Александровский район (укр. Олександрівський район) — на карте № 1; административный центр — посёлок Александровка (укр. Олександрівка)
Амвросиевский район (укр. Амвросіївський район) — на карте № 2; административный центр — город Амвросиевка (укр. Амвросіївка)
Бахмутский район (укр. Бахмутський район) — на карте № 3; административный центр — город Бахмут, не входит в состав района
Бойковский район (укр. Бойківський район) — на карте № 16; административный центр — посёлок Тельманово (укр. Тельманове, фактически сохраняет указанное наименование, находясь под контролем ДНР, законом Украины переименован в Бойковское, укр. Бойківське)
Великоновосёлковский район (укр. Великоновосілківський район) — на карте № 4; административный центр — посёлок Великая Новосёлка (укр. Велика Новосілка)
Волновахский район (укр. Волноваський район) — на карте № 5; административный центр — город Волноваха (укр. Волноваха)
Добропольский район (укр. Добропільський район) — на карте № 7; административный центр — город Доброполье, не входит в состав района
Константиновский район (укр. Костянтинівський район) — на карте № 8; административный центр — город Константиновка, не входит в состав района
Лиманский район (укр. Лиманський район) — на карте № 10; административный центр — город Лиман, не входит в состав района
Мангушский район (укр. Мангушський район) — на карте № 13; административный центр — посёлок Мангуш (укр. Мангуш)
Марьинский район (укр. Мар’їнський район) — на карте № 11; административный центр — город Марьинка (укр. Мар’їнка)
Никольский район (укр. Нікольський район) — на карте № 6; административный центр — посёлок Никольское (укр. Нікольське)
Новоазовский район (укр. Новоазовський район) — на карте № 12; административный центр — город Новоазовск (укр. Новоазовськ)
Покровский район (укр. Покровський район) — на карте № 9; административный центр — город Покровск, не входит в состав района
Славянский район (укр. Слов’янський район) — на карте № 14; административный центр — город Славянск, не входит в состав района
Старобешевский район (укр. Старобешівський район) — на карте № 15; административный центр — посёлок Старобешево (укр. Старобешеве); также включает город Комсомольское (укр. Комсомольське, фактически сохраняет указанное наименование, находясь под контролем ДНР, законом Украины переименован в Кальмиусское, укр. Кальміуське)
Шахтёрский район (укр. Шахтарський район) — на карте № 17; административный центр — город Шахтёрск, не входит в состав района
Ясиноватский район (укр. Ясинуватський район) — на карте № 18; административный центр — город Ясиноватая, не входит в состав района

### Житомирская область

Житомирская область, карта-схема административно-территориального деления

Житомирская область (укр. Житомирська область), административный центр — город Житомир
Города (городские советы) областного подчинения:
Бердичев (укр. Бердичів, Бердичівська міськрада); административный центр Бердичевского района (не входит в его состав)
Житомир (укр. Житомир, Житомирська міськрада); административный центр Житомирской области и Житомирского района (не входит в его состав)
Коростень (укр. Коростень, Коростеньська міськрада); административный центр Коростенского района (не входит в его состав)
Малин (укр. Малин, Малинська міськрада); административный центр Малинского района (не входит в его состав)
Новоград-Волынский (укр. Новоград-Волинський, Артемівська міськрада); административный центр Новоград-Волынского района (не входит в его состав)
Районы:
Андрушёвский район (укр. Андрушівський район); административный центр — город Андрушёвка (укр. Андрушівка)
Барановский район (укр. Баранівський район); административный центр — город Барановка (укр. Баранівка)
Бердичевский район (укр. Бердичівський район); административный центр — город Бердичев, не входит в его состав
Брусиловский район (укр. Брусилівський район); административный центр — посёлок Брусилов (укр. Брусилів)
Емильчинский район (укр. Ємільчинський район); административный центр — посёлок Емильчино (укр. Ємільчине)
Житомирский район (укр. Житомирський район); административный центр — город Житомир, не входит в его состав
Коростенский район (укр. Коростенський район); административный центр — город Коростень, не входит в его состав
Коростышевский район (укр. Коростишівський район); административный центр — город Коростышев (укр. Коростишів)
Лугинский район (укр. Лугинський район); административный центр — посёлок Лугины (укр. Лугини)
Любарский район (укр. Любарський район); административный центр — посёлок Любар (укр. Любар)
Малинский район (укр. Малинський район); административный центр — город Малин, не входит в его состав
Народичский район (укр. Народицький район); административный центр — посёлок Народичи (укр. Народичі)
Новоград-Волынский район (укр. Новоград-Волинський район); административный центр — город Новоград-Волынский, не входит в его состав
Овручский район (укр. Овруцький район); административный центр — город Овруч (укр. Овруч)
Олевский район (укр. Олевський район); административный центр — город Олевск (укр. Олевськ)
Попельнянский район (укр. Попільнянський район); административный центр — посёлок Попельня (укр. Попільня)
Пулинский район (укр. Пулинський район); административный центр — посёлок Пулины (укр. Пулини)
Радомышльский район (укр. Радомишльський район); административный центр — город Радомышль (укр. Радомишль)
Романовский район (укр. Романівський район); административный центр — посёлок Романов (укр. Романів)
Ружинский район (укр. Ружинський район); административный центр — посёлок Ружин (укр. Ружин)
Хорошевский район (укр. Хорошівський район); административный центр — посёлок Хорошев (укр. Хорошів)
Черняховский район (укр. Черняхівський район); административный центр — посёлок Черняхов (укр. Черняхів)
Чудновский район (укр. Чуднівський район); административный центр — посёлок Чуднов (укр. Чуднів)

### Закарпатская область

Закарпатская область, карта-схема административно-территориального деления

Закарпатская область (укр. Закарпатська область), административный центр — город Ужгород
Города (городские советы) областного подчинения:
Берегово (укр. Берегове, Берегівська міськрада, венг. Beregszász); административный центр Береговского района (не входит в его состав)
Мукачево (укр. Мукачеве, Мукачів, Мукачівська міськрада, венг. Munkács); административный центр Мукачевского района (не входит в его состав)
Ужгород (укр. Ужгород, Ужгородська міськрада, венг. Ungvár); административный центр Закарпатской области и Ужгородского района (не входит в его состав)
Хуст (укр. Хуст, Хустська міськрада, венг. Huszt); административный центр Хустского района (не входит в его состав)
Чоп (укр. Чоп, Чопська міськрада, венг. Csap)
Районы:
Береговский район (укр. Берегівський район); административный центр — город Берегово, не входит в его состав
Великоберезнянский район (укр. Великоберезнянський район); административный центр — посёлок Великий Берёзный (укр. Великий Березний)
Виноградовский район (укр. Виноградівський район); административный центр — город Виноградов (укр. Виноградів, венг. Nagyszőlős)
Воловецкий район (укр. Воловецький район); административный центр — посёлок Воловец (укр. Воловець)
Иршавский район (укр. Іршавський район); административный центр — город Иршава (укр. Іршава, венг. Ilosva)
Межгорский район (укр. Міжгірський район); административный центр — посёлок Межгорье (укр. Міжгір'я)
Мукачевский район (укр. Мукачівський район); административный центр — город Мукачево, не входит в его состав
Перечинский район (укр. Перечинський район); административный центр — город Перечин (укр. Перечин, венг. Perecseny)
Раховский район (укр. Рахівський район); административный центр — город Рахов (укр. Рахів, венг. Rahó)
Свалявский район (укр. Свалявський район); административный центр — город Свалява (укр. Свалява, венг. Szolyva)
Тячевский район (укр. Тячівський район); административный центр — город Тячев (укр. Тячів, венг. Técső)
Ужгородский район (укр. Ужгородський район); административный центр — город Ужгород, не входит в его состав
Хустский район (укр. Хустський район); административный центр — город Хуст, не входит в его состав

### Запорожская область

Запорожская область, карта-схема административно-территориального деления

Запорожская область (укр. Запорізька область), административный центр — город Запорожье
Города (городские советы) областного подчинения:
Бердянск (укр. Бердянськ, Бердянська міськрада); административный центр Бердянского района (не входит в его состав)
Запорожье (укр. Запоріжжя, Запорізька міськрада); административный центр Запорожской области и Запорожского района (не входит в его состав)
Мелитополь (укр. Мелітополь, Мелітопольська міськрада); административный центр Мелитопольского района (не входит в его состав)
Токмак (укр. Токмак, Токмацька міськрада); административный центр Токмакского района (не входит в его состав)
Энергодар (укр. Енергодар, Енергодарська міськрада)
Районы:
Акимовский район (укр. Якимівський район); административный центр — посёлок Акимовка (укр. Якимівка)
Бердянский район (укр. Бердянський район); административный центр — город Бердянск, не входит в его состав
Бильмакский район (укр. Більмакський район); административный центр — посёлок Бильмак (укр. Більмак)
Васильевский район (укр. Василівський район); административный центр — город Васильевка (укр. Василівка); также включает город Днепрорудное (укр. Дніпрорудне)
Великобелозёрский район (укр. Великобілозерський район); административный центр — село Великая Белозёрка (укр. Велика Білозерка)
Весёловский район (укр. Веселівський район); административный центр — посёлок Весёлое (укр. Веселе)
Вольнянский район (укр. Вільнянський район); административный центр — город Вольнянск (укр. Вільнянськ)
Гуляйпольский район (укр. Гуляйпільський район); административный центр — город Гуляйполе (укр. Гуляйполе)
Запорожский район (укр. Запорізький район); административный центр — город Запорожье, не входит в его состав
Каменско-Днепровский район (укр. Кам’янсько-Дніпровський район); административный центр — город Каменка-Днепровская (укр. Кам’янка-Дніпровська)
Мелитопольский район (укр. Мелітопольський район); административный центр — город Мелитополь, не входит в его состав
Михайловский район (укр. Михайлівський район); административный центр — посёлок Михайловка (укр. Михайлівка)
Новониколаевский район (укр. Новомиколаївський район); административный центр — посёлок Новониколаевка (укр. Новомиколаївка)
Ореховский район (укр. Оріхівський район); административный центр — город Орехов (укр. Оріхів)
Пологовский район (укр. Пологівський район); административный центр — город Пологи (укр. Пологи)
Приазовский район (укр. Приазовський район); административный центр — посёлок Приазовское (укр. Приазовське)
Приморский район (укр. Приморський район); административный центр — город Приморск (укр. Приморськ)
Розовский район (укр. Розівський район); административный центр — посёлок Розовка (укр. Розівка)
Токмакский район (укр. Токмацький район); административный центр — город Токмак, не входит в его состав
Черниговский район (укр. Чернігівський район); административный центр — посёлок Черниговка (укр. Чернігівка)

### Ивано-Франковская область

Ивано-Франковская область, карта-схема административно-территориального деления

Ивано-Франковская область (укр. Івано-Франківська область), административный центр — город Ивано-Франковск
Города (городские советы) областного подчинения:
Болехов (укр. Болехів, Болехівська міськрада)
Ивано-Франковск (укр. Івано-Франківськ, Івано-Франківська міськрада); административный центр Ивано-Франковской области
Калуш (укр. Калуш, Калуська міськрада); административный центр Калушского района (не входит в его состав)
Коломыя (укр. Коломия, Коломийська міськрада); административный центр Коломыйского района (не входит в его состав)
Яремче (укр. Яремче, Яремчанська міськрада)
Районы:
Богородчанский район (укр. Богородчанський район); административный центр — посёлок Богородчаны (укр. Богородчани)
Верховинский район (укр. Верховинський район); административный центр — посёлок Верховина (укр. Верховина)
Галичский район (укр. Галицький район); административный центр — город Галич (укр. Галич); также включает город Бурштын (укр. Бурштин)
Городенковский район (укр. Городенківський район); административный центр — город Городенка (укр. Городенка)
Долинский район (укр. Долинський район); административный центр — город Долина (укр. Долина)
Калушский район (укр. Калуський район); административный центр — город Калуш, не входит в его состав
Коломыйский район (укр. Коломийський район); административный центр — город Коломыя, не входит в его состав
Косовский район (укр. Косівський район); административный центр — город Косов (укр. Косів)
Надворнянский район (укр. Надвірнянський район); административный центр — город Надворная (укр. Надвірна)
Рогатинский район (укр. Рогатынський район); административный центр — город Рогатин (укр. Рогатин)
Рожнятовский район (укр. Рожнятівський район); административный центр — посёлок Рожнятов (укр. Рожнятів)
Снятынский район (укр. Снятинський район); административный центр — город Снятын (укр. Снятин)
Тысменицкий район (укр. Тисменицький район); административный центр — город Тысменица (укр. Тисмениця)
Тлумачский район (укр. Тлумацький район); административный центр — город Тлумач (укр. Тлумач)

### Киевская область

Киевская область, карта-схема административно-территориального деления

Киевская область (укр. Київська область), административный центр — город Киев, в состав области не входит
Города (городские советы) областного подчинения:
Белая Церковь (укр. Біла Церква, Білоцерківська міськрада); административный центр Белоцерковского района (не входит в его состав)
Березань (укр. Березань, Березанська міськрада)
Борисполь (укр. Бориспіль, Бориспільська міськрада); административный центр Бориспольского района (не входит в его состав)
Бровары (укр. Бровари, Броварська міськрада); административный центр Броварского района (не входит в его состав)
Буча (укр. Буча, Бучанська міськрада)
Васильков (укр. Васильків, Васильківська міськрада); административный центр Васильковского района (не входит в его состав)
Ирпень (укр. Ірпінь, Ірпінська міськрада)
Обухов (укр. Обухів, Обухівська міськрада); административный центр Обуховского района (не входит в его состав)
Переяслав (укр. Переяслав, Переяславська міськрада); административный центр Переяслав-Хмельницкого района (не входит в его состав)
Ржищев (укр. Ржищів, Ржищівська міськрада)
Славутич (укр. Славутич, Славутицька міськрада)
Фастов (укр. Фастів, Фастівська міськрада); административный центр Фастовского района (не входит в его состав)
Районы:
Барышевский район (укр. Баришівський район); административный центр — посёлок Барышевка (укр. Баришівка)
Белоцерковский район (укр. Білоцерківський район); административный центр — город Белая Церковь, не входит в его состав; также включает город Узин (укр. Узин)
Богуславский район (укр. Богуславський район); административный центр — город Богуслав (укр. Богуслав)
Бориспольский район (укр. Бориспільський район); административный центр — город Борисполь, не входит в его состав
Бородянский район (укр. Бородянський район); административный центр — посёлок Бородянка (укр. Бородянка)
Броварский район (укр. Броварський район); административный центр — город Бровары, не входит в его состав
Васильковский район (укр. Васильківський район); административный центр — город Васильков, не входит в его состав
Володарский район (укр. Володарський район); административный центр — посёлок Володарка (укр. Володарка)
Вышгородский район (укр. Вишгородський район); административный центр — город Вышгород (укр. Вишгород)
Згуровский район (укр. Згурівський район); административный центр — посёлок Згуровка (укр. Згурівка)
Иванковский район (укр. Іванківський район); административный центр — посёлок Иванков (укр. Іванків)
Кагарлыкский район (укр. Кагарлицький район); административный центр — город Кагарлык (укр. Кагарлик)
Киево-Святошинский район (укр. Києво-Святошинський район); административный центр — город Киев, не входит в состав района; также включает города Боярка (укр. Боярка) и Вишнёвое (укр. Вишневе)
Макаровский район (укр. Макарівський район); административный центр — посёлок Макаров (укр. Макарів)
Мироновский район (укр. Миронівський район); административный центр — город Мироновка (укр. Миронівка)
Обуховский район (укр. Обухівський район); административный центр — город Обухов, не входит в его состав; также включает город Украинка (укр. Українка)
Переяслав-Хмельницкий район (укр. Переяслав-Хмельницький район); административный центр — город Переяслав, не входит в его состав
Полесский район (укр. Поліський район); административный центр — посёлок Красятичи (укр. Красятичі)
Ракитнянский район (укр. Рокитнянський район); административный центр — посёлок Ракитное (укр. Рокитне)
Сквирский район (укр. Сквирський район); административный центр — город Сквира (укр. Сквира)
Ставищенский район (укр. Ставищенський район); административный центр — посёлок Ставище (укр. Ставище)
Таращанский район (укр. Таращанський район); административный центр — город Тараща (укр. Тараща)
Тетиевский район (укр. Тетіївський район); административный центр — город Тетиев (укр. Тетіїв)
Фастовский район (укр. Фастівський район); административный центр — город Фастов, не входит в его состав
Яготинский район (укр. Яготинський район); административный центр — город Яготин (укр. Яготин)
Нежилые города:
- Припять (укр. Прип`ять); бывший город областного подчинения в Зоне отчуждения Чернобыльской АЭС
- Чернобыль (укр. Чорнобиль); бывший город районного значения в Зоне отчуждения Чернобыльской АЭС

### Кировоградская область

Кировоградская область, карта-схема административно-территориального деления

Кировоградская область (укр. Кіровоградська область), административный центр — город Кропивницкий
Города (городские советы) областного подчинения:
Александрия (укр. Олександрія, Олександрійська міськрада); административный центр Александрийского района (не входит в его состав)
Знаменка (укр. Знам`янка, Знам`янська міськрада); административный центр Знаменского района (не входит в его состав)
Кропивницкий (укр. Кропивницький, Кіровоградська міськрада); административный центр Кировоградской области и Кропивницкого района (не входит в его состав)
Светловодск (укр. Світловодськ, Світловодська міськрада); административный центр Светловодского района (не входит в его состав)
Районы:
Александрийский район (укр. Олександрійський район); административный центр — город Александрия, не входит в его состав
Александровский район (укр. Олександрівський район); административный центр — посёлок Александровка (укр. Олександрівка)
Благовещенский район (укр. Благовіщенський район); административный центр — город Благовещенское (укр. Благовіщенське)
Бобринецкий район (укр. Бобринецький район); административный центр — город Бобринец (укр. Бобринець)
Гайворонский район (укр. Гайворонський район); административный центр — город Гайворон (укр. Гайворон)
Голованевский район (укр. Голованівський район); административный центр — посёлок Голованевск (укр. Голованівськ)
Добровеличковский район (укр. Добровеличківський район); административный центр — посёлок Добровеличковка (укр. Добровеличківка); также включает город Помошная (укр. Помічна)
Долинский район (укр. Долинський район); административный центр — город Долинская (укр. Долинська)
Знаменский район (укр. Знам`янський район); административный центр — город Знаменка, не входит в его состав
Компанеевский район (укр. Компаніївський район); административный центр — посёлок Компанеевка (укр. Компаніївка)
Кропивницкий район (укр. Кропивницький район); административный центр — город Кропивницкий, не входит в его состав
Маловисковский район (укр. Маловисківський район); административный центр — город Малая Виска (укр. Мала Виска)
Новгородковский район (укр. Новгородківський район); административный центр — посёлок Новгородка (укр. Новгородка)
Новоархангельский район (укр. Новоархангельський район); административный центр — посёлок Новоархангельск (укр. Новоархангельськ)
Новомиргородский район (укр. Новомиргородський район); административный центр — город Новомиргород (укр. Новомиргород)
Новоукраинский район (укр. Новоукраїнський район); административный центр — город Новоукраинка (укр. Новоукраїнка)
Ольшанский район (укр. Вільшанський район); административный центр — посёлок Ольшанка (укр. Вільшанка)
Онуфриевский район (укр. Онуфріївський район); административный центр — посёлок Онуфриевка (укр. Онуфріївка)
Петровский район (укр. Петрівський район); административный центр — посёлок Петрово (укр. Петрове)
Светловодский район (укр. Світловодський район); административный центр — город Светловодск, не входит в его состав
Устиновский район (укр. Устинівський район); административный центр — посёлок Устиновка (укр. Устинівка)

### Луганская область

Луганская область, карта-схема административно-территориального деления

Луганская область (укр. Луганська область), административный центр — город Луганск
В апреле 2014 года на части территории области была провозглашена Луганская Народная Республика. Поскольку часть территории области вместе с городом Луганском контролируется ЛНР, областная администрация временно находится в Северодонецке.
Города (городские советы) областного подчинения:
Алчевск (укр. Алчевськ, Алчевська міськрада)
Антрацит (укр. Антрацит, Антрацитівська міськрада); административный центр Антрацитовского района (не входит в его состав)
Брянка (укр. Брянка, Брянківська міськрада)
Кировск (укр. Кіровськ, Кіровська міськрада, фактически сохраняет указанное наименование, находясь под контролем ЛНР, законом Украины переименован в Голубовка, укр. Голубівка)
Красный Луч (укр. Красний Луч, Краснолуцька міськрада, фактически сохраняет указанное наименование, находясь под контролем ЛНР, законом Украины переименован в Хрустальный, укр. Хрустальний); с подчинёнными городскими советами города Вахрушево (укр. Вахрушеве, фактически сохраняет указанное наименование, находясь под контролем ЛНР, законом Украины переименован в Боково-Хрустальное, укр. Боково-Хрустальне), города Миусинск (укр. Міусинськ) и города Петровское (укр. Петровське, фактически сохраняет указанное наименование, находясь под контролем ЛНР, законом Украины переименован в Петрово-Красноселье, укр. Петрово-Красносілля)
Краснодон (укр. Краснодон, Краснодонська міськрада, фактически сохраняет указанное наименование, находясь под контролем ЛНР, законом Украины переименован в Сорокино, укр. Сорокине); административный центр Краснодонского района (не входит в его состав); с подчинёнными городскими советами города Молодогвардейск (укр. Молодогвардійськ) и города Суходольск (укр. Суходільськ)
Лисичанск (укр. Лисичанськ, Лисичанська міськрада); с подчинёнными городскими советами города Новодружеск (укр. Новодружеськ) и города Приволье (укр. Привілля)
Луганск (укр. Луганськ, Луганська міськрада); административный центр Луганской области; с подчинёнными городскими советами города Александровск (укр. Олександрівськ) и города Счастье (укр. Щастя)
Первомайск (укр. Первомайськ, Первомайська міськрада); с подчинёнными городскими советами города Горское (укр. Гірське) и города Золотое (укр. Золоте)
Ровеньки (укр. Ровеньки, Ровенківська міськрада)
Рубежное (укр. Рубіжне, Рубіжанська міськрада)
Свердловск (укр. Свердловськ, Свердловська міськрада, фактически сохраняет указанное наименование, находясь под контролем ЛНР, законом Украины переименован в Должанск, укр. Довжанськ)); административный центр Свердловского района (не входит в его состав); с подчинённым городским советом города Червонопартизанск (укр. Червонопартизанськ, фактически сохраняет указанное наименование, находясь под контролем ЛНР, законом Украины переименован в Вознесеновка, укр. Вознесенівка)
Северодонецк (укр. Сєвєродонецьк, Сєвєродонецька міськрада)
Стаханов (укр. Стаханов, Стаханівська міськрада, фактически сохраняет указанное наименование, находясь под контролем ЛНР, законом Украины переименован в Кадиевка, укр. Кадіївка); с подчинёнными городскими советами города Алмазная (укр. Алмазна) и города Ирмино (укр. Ірміно)
Районы:
Антрацитовский район (укр. Антрацитівський район); административный центр — город Антрацит, не входит в его состав
Беловодский район (укр. Біловодський район); административный центр — посёлок Беловодск (укр. Біловодськ)
Белокуракинский район (укр. Білокуракинський район); административный центр — посёлок Белокуракино (укр. Білокуракине)
Должанский район (укр. Довжанський район); административный центр — город Свердловск (укр. Свердло́вськ, фактически сохраняет указанное наименование, находясь под контролем ЛНР, законом Украины переименован в Должанск, укр. Довжанськ), не входит в его состав
Кременский район (укр. Кремінський район); административный центр — город Кременная (укр. Кремінна)
Лутугинский район (укр. Лутугинський район); административный центр — город Лутугино (укр. Лутугине)
Марковский район (укр. Марківський район); административный центр — посёлок Марковка (укр. Марківка)
Меловской район (укр. Міловський район); административный центр — посёлок Меловое (укр. Мілове)
Новоайдарский район (укр. Новоайдарський район); административный центр — посёлок Новоайдар (укр. Новоайдар)
Новопсковский район (укр. Новопсковський район); административный центр — посёлок Новопсков (укр. Новопсков)
Перевальский район (укр. Перевальський район); административный центр — город Перевальск (укр. Перевальськ); также включает город Артёмовск (укр. Артемівськ, фактически сохраняет указанное наименование, находясь под контролем ЛНР, законом Украины переименован в Кипучее, укр. Кипуче) и город Зоринск (укр. Зоринськ)
Попаснянский район (укр. Попаснянський район); административный центр — город Попасная (укр. Попасна)
Сватовский район (укр. Сватівський район); административный центр — город Сватово (укр. Сватове)
Славяносербский район (укр. Слов’яносербський район); административный центр — посёлок Славяносербск (укр. Слов’яносербськ); также включает город Зимогорье (укр. Зимогір’я)
Сорокинский район (укр. Сорокинський район); административный центр — город Краснодон (укр. Краснодон, фактически сохраняет указанное наименование, находясь под контролем ЛНР, законом Украины переименован в Сорокине, укр. Сорокино), не входит в его состав
Станично-Луганский район (укр. Станично-Луганський район); административный центр — посёлок Станица Луганская (укр. Станиця Луганська)
Старобельский район (укр. Старобільський район); административный центр — город Старобельск (укр. Старобільськ)
Троицкий район (укр. Троїцький район); административный центр — посёлок Троицкое (укр. Троїцьке)

### Львовская область

Львовская область, карта-схема административно-территориального деления

Львовская область (укр. Львівська область), административный центр — город Львов
Города (городские советы) областного подчинения:
Борислав (укр. Борислав, Бориславська міськрада)
Дрогобыч (укр. Дрогобич, Дрогобицька міськрада); административный центр Дрогобычского района (не входит в его состав); с подчинённым городским советом города Стебник (укр. Стебник)
Львов (укр. Львів, Львівська міськрада); административный центр Львовской области; с подчинённым городским советом города Винники (укр. Винники)
Моршин (укр. Моршин, Моршинська міськрада)
Новый Раздол (укр. Новий Розділ, Новороздільська міськрада)
Самбор (укр. Самбір, Самбірська міськрада); административный центр Самборского района (не входит в его состав)
Стрый (укр. Стрий, Стрийська міськрада); административный центр Стрыйского района (не входит в его состав)
Трускавец (укр. Трускавець, Трускавецька міськрада)
Червоноград (укр. Червоноград, Червоноградська міськрада); с подчинённым городским советом города Сосновка (укр. Соснівка)
Районы:
Бродовский район (укр. Бродівський район); административный центр — город Броды (укр. Броди)
Бусский район (укр. Буський район); административный центр — город Буск (укр. Буськ)
Городокский район (укр. Городоцький район); административный центр — город Городок (укр. Городок); также включает город Комарно (укр. Комарно)
Дрогобычский район (укр. Дрогобицький район); административный центр — город Дрогобыч, не входит в его состав
Жидачовский район (укр. Жидачівський район); административный центр — город Жидачов (укр. Жидачів); также включает город Ходоров (укр. Ходорів)
Жолковский район (укр. Жовківський район); административный центр — город Жолква (укр. Жовква); также включает город Дубляны (укр. Дубляни) и город Рава-Русская (укр. Рава-Руська)
Золочевский район (укр. Золочівський район); административный центр — город Золочев (укр. Золочів); также включает город Глиняны (укр. Глиняни)
Каменка-Бугский район (укр. Кам’янка-Бузький район); административный центр — город Каменка-Бугская (укр. Кам’янка-Бузька)
Николаевский район (укр. Миколаївський район); административный центр — город Николаев (укр. Миколаїв)
Мостисский район (укр. Мостиський район); административный центр — город Мостиска (укр. Мостиська); также включает город Судовая Вишня (укр. Судова Вишня)
Перемышлянский район (укр. Перемишлянський район); административный центр — город Перемышляны (укр. Перемишляни); также включает город Бобрка (укр. Бібрка)
Пустомытовский район (укр. Пустомитівський район); административный центр — город Пустомыты (укр. Пустомити)
Радеховский район (укр. Радехівський район); административный центр — город Радехов (укр. Радехів)
Самборский район (укр. Самбірський район); административный центр — город Самбор, не входит в его состав; также включает город Новый Калинов (укр. Новий Калинів) и город Рудки (укр. Рудки)
Сколевский район (укр. Сколівський район); административный центр — город Сколе (укр. Сколе)
Сокальский район (укр. Сокальський район); административный центр — город Сокаль (укр. Сокаль); также включает город Великие Мосты (укр. Великі Мости), город Белз (укр. Белз) и город Угнев (укр. Угнів)
Старосамборский район (укр. Старосамбірський район); административный центр — город Старый Самбор (укр. Старий Самбір); также включает город Добромиль (укр. Добромиль) и город Хыров (укр. Хирів)
Стрыйский район (укр. Стрийський район); административный центр — город Стрый, не входит в его состав
Турковский район (укр. Турківський район); административный центр — город Турка (укр. Турка)
Яворовский район (укр. Яворівський район); административный центр — город Яворов (укр. Яворів); также включает город Новояворовск (укр. Новояворівськ)

### Николаевская область

Николаевская область, карта-схема административно-территориального деления

Николаевская область (укр. Миколаївська область), административный центр — город Николаев
Города (городские советы) областного подчинения:
Вознесенск (укр. Вознесенськ, Вознесенська міськрада); административный центр Вознесенского района (не входит в его состав)
Николаев (укр. Миколаїв, Миколаївська міськрада); административный центр Николаевской области, Николаевского и Жовтневого районов (в состав районов не входит)
Очаков (укр. Очаків, Очаківська міськрада); административный центр Очаковского района (не входит в его состав)
Первомайск (укр. Первомайськ, Первомайська міськрада); административный центр Первомайского района (не входит в его состав)
Южноукраинск (укр. Южноукраїнськ, Южноукраїнська міськрада)
Районы:
Арбузинский район (укр. Арбузинський район); административный центр — посёлок Арбузинка (укр. Арбузинка)
Баштанский район (укр. Баштанський район); административный центр — город Баштанка (укр. Баштанка)
Березанский район (укр. Березанський район); административный центр — посёлок Березанка (укр. Броди)
Березнеговатский район (укр. Березнегуватський район); административный центр — посёлок Березнеговатое (укр. Березнегувате)
Братский район (укр. Братський район); административный центр — город Братское (укр. Братське)
Веселиновский район (укр. Веселинівський район); административный центр — посёлок Веселиново (укр. Веселинове)
Витовский район (укр. Вітовський район); административный центр — город Николаев, не входит в его состав
Вознесенский район (укр. Вознесенський район); административный центр — город Вознесенск, не входит в его состав
Врадиевский район (укр. Врадіївський район); административный центр — посёлок Врадиевка (укр. Врадіївка)
Доманёвский район (укр. Доманівський район); административный центр — посёлок Доманёвка (укр. Доманівка)
Еланецкий район (укр. Єланецький район); административный центр — посёлок Еланец (укр. Єланець)
Казанковский район (укр. Казанківський район); административный центр — посёлок Казанка (укр. Казанка)
Кривоозерский район (укр. Кривоозерський район); административный центр — посёлок Кривое Озеро (укр. Криве Озеро)
Николаевский район (укр. Миколаївський район); административный центр — город Николаев, не входит в его состав
Новобугский район (укр. Новобузький район); административный центр — город Новый Буг (укр. Новий Буг)
Новоодесский район (укр. Новоодеський район); административный центр — город Новая Одесса (укр. Нова Одеса)
Очаковский район (укр. Очаківський район); административный центр — город Очаков, не входит в его состав
Первомайский район (укр. Первомайський район); административный центр — город Первомайск, не входит в его состав
Снигирёвский район (укр. Снігурівський район); административный центр — город Снигирёвка (укр. Снігурівка)

### Одесская область

Одесская область, карта-схема административно-территориального деления

Одесская область (укр. Одеська область), административный центр — город Одесса
Города (городские советы) областного подчинения:
Белгород-Днестровский (укр. Білгород-Дністровський, Білгород-Дністровська міськрада); административный центр Белгород-Днестровского района (не входит в его состав)
Измаил (укр. Ізмаїл, Ізмаїльська міськрада); административный центр Измаильского района (не входит в его состав)
Одесса (укр. Одеса, Одеська міськрада); административный центр Одесской области
Подольск (укр. Подільськ, Подільська міськрада); административный центр Подольского района (не входит в его состав)
Теплодар (укр. Теплодар, Теплодарська міськрада)
Черноморск (укр. Чорноморськ, Чорноморська міськрада)
Южное (укр. Южне, Южненська міськрада)
Районы:
Ананьевский район (укр. Ананьївський район); административный центр — город Ананьев (укр. Ананьїв)
Арцизский район (укр. Арцизький район); административный центр — город Арциз (укр. Арциз)
Балтский район (укр. Балтський район); административный центр — город Балта (укр. Балта)
Белгород-Днестровский район (укр. Білгород-Дністровський район); административный центр — город Белгород-Днестровский, не входит в его состав
Беляевский район (укр. Біляївський район); административный центр — город Беляевка (укр. Біляївка)
Березовский район (укр. Березівський район); административный центр — город Березо́вка (укр. Березівка)
Болградский район (укр. Болградський район); административный центр — город Болград (укр. Болград)
Великомихайловский район (укр. Великомихайлівський район); административный центр — посёлок Великая Михайловка (укр. Велика Михайлівка)
Захарьевский район (укр. Захарівський район); административный центр — посёлок Захарьевка (укр. Захарівка)
Ивановский район (укр. Іванівський район); административный центр — посёлок Ивановка (укр. Іванівка)
Измаильский район (укр. Ізмаїльський район); административный центр — город Измаил, не входит в его состав
Килийский район (укр. Кілійський район); административный центр — город Килия (укр. Кілія); также включает город Вилково (укр. Вилкове)
Кодымский район (укр. Кодимський район); административный центр — город Кодыма (укр. Кодима)
Лиманский район (укр. Лиманський район); административный центр — посёлок Доброслав (укр. Доброслав)
Любашёвский район (укр. Любашівський район); административный центр — посёлок Любашёвка (укр. Любашівка)
Николаевский район (укр. Миколаївський район); административный центр — посёлок Николаевка (укр. Миколаївка)
Овидиопольский район (укр. Овідіопольський район); административный центр — посёлок Овидиополь (укр. Овідіополь)
Окнянский район (укр. Окнянський район); административный центр — посёлок Окны (укр. Окни)
Подольский район (укр. Подільський район); административный центр — город Подольск, не входит в его состав
Раздельнянский район (укр. Роздільнянський район); административный центр — город Раздельная (укр. Роздільна)
Ренийский район (укр. Ренійський район); административный центр — город Рени (укр. Рені)
Савранский район (укр. Савранський район); административный центр — посёлок Саврань (укр. Саврань)
Саратский район (укр. Саратський район); административный центр — посёлок Сарата (укр. Сарата)
Тарутинский район (укр. Тарутинський район); административный центр — посёлок Тарутино (укр. Тарутине)
Татарбунарский район (укр. Татарбунарський район); административный центр — город Татарбунары (укр. Татарбунари)
Ширяевский район (укр. Ширяївський район); административный центр — посёлок Ширяево (укр. Ширяєве)

### Полтавская область

Полтавская область, карта-схема административно-территориального деления

Полтавская область (укр. Полтавська область), административный центр — город Полтава
Города (городские советы) областного подчинения:
Горишние Плавни (укр. Горішні Плавні, Горішньоплавнівська  міськрада)
Кременчуг (укр. Кременчук, Кременчуцька міськрада); административный центр Кременчугского района (не входит в его состав)
Лубны (укр. Лубни, Лубенська міськрада); административный центр Лубенского района (не входит в его состав)
Миргород (укр. Миргород, Миргородська міськрада); административный центр Миргородского района (не входит в его состав)
Полтава (укр. Полтава, Полтавська міськрада); административный центр Полтавской области и Полтавского района (не входит в его состав)
Районы:
Великобагачанский район (укр. Великобагачанський район); административный центр — посёлок Великая Багачка (укр. Велика Багачка)
Гадячский район (укр. Гадяцький район); административный центр — город Гадяч (укр. Гадяч)
Глобинский район (укр. Глобинський район); административный центр — город Глобино (укр. Глобине)
Гребенковский район (укр. Гребінківський район); административный центр — город Гребёнка (укр. Гребінка)
Диканьский район (укр. Диканський район); административный центр — посёлок Диканька (укр. Диканька)
Зеньковский район (укр. Зіньківський район); административный центр — город Зеньков (укр. Зіньків)
Карловский район (укр. Карлівський район); административный центр — город Карловка (укр. Карлівка)
Кобелякский район (укр. Кобеляцький район); административный центр — город Кобеляки (укр. Кобеляки)
Козельщинский район (укр. Козельщинський район); административный центр — посёлок Козельщина (укр. Козельщина)
Котелевский район (укр. Котелевський район); административный центр — посёлок Котельва (укр. Котельва)
Кременчугский район (укр. Кременчуцький район); административный центр — город Кременчуг, не входит в его состав
Лохвицкий район (укр. Лохвицький район); административный центр — город Лохвица (укр. Лохвиця); также включает город Заводское (укр. Заводське)
Лубенский район (укр. Лубенський район); административный центр — город Лубны, не входит в его состав
Машевский район (укр. Машівський район); административный центр — посёлок Машевка (укр. Машівка)
Миргородский район (укр. Миргородський район); административный центр — город Миргород, не входит в его состав
Новосанжарский район (укр. Новосанжарський район); административный центр — посёлок Новые Санжары (укр. Нові Санжари)
Оржицкий район (укр. Оржицький район); административный центр — посёлок Оржица (укр. Оржиця)
Пирятинский район (укр. Пирятинський район); административный центр — город Пирятин (укр. Пирятин)
Полтавский район (укр. Полтавський район); административный центр — город Полтава, не входит в его состав
Решетиловский район (укр. Решетилівський район); административный центр — посёлок Решетиловка (укр. Решетилівка)
Семёновский район (укр. Семенівський район); административный центр — посёлок Семёновка (укр. Семенівка)
Хорольский район (укр. Хорольський район); административный центр — город Хорол (укр. Хорол)
Чернухинский район (укр. Чорнухинський район); административный центр — посёлок Чернухи (укр. Чорнухи)
Чутовский район (укр. Чутівський район); административный центр — посёлок Чутово (укр. Чутове)
Шишацкий район (укр. Шишацький район); административный центр — посёлок Шишаки (укр. Шишаки)

### Ровненская область

Ровненская область, карта-схема административно-территориального деления

Ровненская область (укр. Рівненська область), административный центр — город Ровно
Города (городские советы) областного подчинения:
Вараш (укр. Вараш, Варашська міськрада)
Дубно (укр. Дубно, Дубенська міськрада); административный центр Дубенского района (не входит в его состав)
Острог (укр. Острог, Острозька міськрада); административный центр Острожского района (не входит в его состав)
Ровно (укр. Рівне, Рівненська міськрада); административный центр Ровненской области и Ровненского района (не входит в его состав)
Районы:
Березновский район (укр. Березнівський район); административный центр — город Березно (укр. Березне)
Владимирецкий район (укр. Володимирецький район); административный центр — посёлок Владимирец (укр. Володимирець)
Гощанский район (укр. Гощанський район); административный центр — посёлок Гоща (укр. Гоща)
Демидовский район (укр. Демидівський район); административный центр — посёлок Демидовка (укр. Демидівка)
Дубенский район (укр. Дубенський район); административный центр — город Дубно, не входит в его состав
Дубровицкий район (укр. Дубровицький район); административный центр — город Дубровица (укр. Дубровиця)
Заречненский район (укр. Зарічненський район); административный центр — посёлок Заречное (укр. Зарічне)
Здолбуновский район (укр. Здолбунівський район); административный центр — город Здолбунов (укр. Здолбунів)
Корецкий район (укр. Корецький район); административный центр — город Корец (укр. Корець)
Костопольский район (укр. Костопільський район); административный центр — город Костополь (укр. Костопіль)
Млиновский район (укр. Млинівський район); административный центр — посёлок Млинов (укр. Млинів)
Острожский район (укр. Острозький район); административный центр — город Острог, не входит в его состав
Радивиловский район (укр. Радивилівський район); административный центр — город Радивилов (укр. Радивилів)
Ровненский район (укр. Рівненський район); административный центр — город Ровно, не входит в его состав
Рокитновский район (укр. Рокитнівський район); административный центр — посёлок Рокитное (укр. Рокитне)
Сарненский район (укр. Сарненський район); административный центр — город Сарны (укр. Сарни)

### Сумская область

Сумская область, карта-схема административно-территориального деления

Сумская область (укр. Сумська область), административный центр — город Сумы
Города (городские советы) областного подчинения:
Ахтырка (укр. Охтирка, Охтирська міськрада); административный центр Ахтырского района (не входит в его состав)
Глухов (укр. Глухів, Глухівська міськрада); административный центр Глуховского района (не входит в его состав)
Конотоп (укр. Конотоп, Конотопська міськрада); административный центр Конотопского района (не входит в его состав)
Лебедин (укр. Лебедин, Лебединська міськрада); административный центр Лебединского района (не входит в его состав)
Ромны (укр. Ромни, Роменська міськрада); административный центр Роменского района (не входит в его состав)
Сумы (укр. Суми, Сумська міськрада); административный центр Сумской области и Сумского района (не входит в его состав)
Шостка (укр. Шостка, Шосткинська міськрада); административный центр Шосткинского района (не входит в его состав)
Районы:
Ахтырский район (укр. Охтирський район); административный центр — город Ахтырка, не входит в его состав
Белопольский район (укр. Білопільський район); административный центр — город Белополье (укр. Білопілля); также включает город Ворожба (укр. Ворожба)
Бурынский район (укр. Буринський район); административный центр — город Бурынь (укр. Буринь)
Великописаревский район (укр. Великописарівський район); административный центр — посёлок Великая Писаревка (укр. Велика Писарівка)
Глуховский район (укр. Глухівський район); административный центр — город Глухов, не входит в его состав
Конотопский район (укр. Конотопський район); административный центр — город Конотоп, не входит в его состав
Краснопольский район (укр. Краснопільський район); административный центр — посёлок Краснополье (укр. Краснопілля)
Кролевецкий район (укр. Кролевецький район); административный центр — город Кролевец (укр. Кролевець)
Лебединский район (укр. Лебединський район); административный центр — город Лебедин, не входит в его состав
Липоводолинский район (укр. Липоводолинський район); административный центр — посёлок Липовая Долина (укр. Липова Долина)
Недригайловский район (укр. Недригайлівський район); административный центр — посёлок Недригайлов (укр. Недригайлів)
Путивльский район (укр. Путивльський район); административный центр — город Путивль (укр. Путивль)
Роменский район (укр. Роменський район); административный центр — город Ромны, не входит в его состав
Середино-Будский район (укр. Середино-Будський район); административный центр — город Середина-Буда (укр. Середина-Буда)
Сумский район (укр. Сумський район); административный центр — город Сумы, не входит в его состав
Тростянецкий район (укр. Тростянецький район); административный центр — город Тростянец (укр. Тростянець)
Шосткинский район (укр. Шосткинський район); административный центр — город Шостка, не входит в его состав
Ямпольский район (укр. Ямпільський район); административный центр — посёлок Ямполь (укр. Ямпіль); также включает город Дружба (укр. Дружба)

### Тернопольская область

Тернопольская область, карта-схема административно-территориального деления

Тернопольская область (укр. Тернопільська область), административный центр — город Тернополь
Городской совет областного подчинения:
Тернополь (укр. Тернопіль, Тернопільська міськрада); административный центр Тернопольской области и Тернопольского района (не входит в его состав)
Районы:
Бережанский район (укр. Бережанський район); административный центр — город Бережаны (укр. Бережани)
Борщёвский район (укр. Борщівський район); административный центр — город Борщёв (укр. Борщів)
Бучачский район (укр. Бучацький район); административный центр — город Бучач (укр. Бучач)
Гусятинский район (укр. Гусятинський район); административный центр — посёлок Гусятин (укр. Гусятин); также включает город Копычинцы (укр. Копичинці) и город Хоростков (укр. Хоростків)
Залещицкий район (укр. Заліщицький район); административный центр — город Залещики (укр. Заліщики)
Збаражский район (укр. Збаразький район); административный центр — город Збараж (укр. Збараж)
Зборовский район (укр. Зборівський район); административный центр — город Зборов (укр. Зборів)
Козовский район (укр. Козівський район); административный центр — посёлок Козова (укр. Козова)
Кременецкий район (укр. Кременецький район); административный центр — город Кременец (укр. Кременець); также включает город Почаев (укр. Почаїв)
Лановецкий район (укр. Лановецький район); административный центр — город Лановцы (укр. Ланівці)
Монастырисский район (укр. Монастириський район); административный центр — город Монастыриска (укр. Монастириська)
Подволочисский район (укр. Підволочиський район); административный центр — посёлок Подволочиск (укр. Підволочиськ); также включает город Скалат (укр. Скалат)
Подгаецкий район (укр. Підгаєцький район); административный центр — город Подгайцы (укр. Підгайці)
Теребовлянский район (укр. Теребовлянський район); административный центр — город Теребовля (укр. Теребовля)
Тернопольский район (укр. Тернопільський район); административный центр — город Тернополь, не входит в его состав
Чортковский район (укр. Чортківський район); административный центр — город Чортков (укр. Чортків)
Шумский район (укр. Шумський район); административный центр — город Шумск (укр. Шумськ)

### Харьковская область

Харьковская область, карта-схема административно-территориального деления

Харьковская область (укр. Харківська область), административный центр — город Харьков
Городской совет областного подчинения:
Изюм (укр. Ізюм, Ізюмська міськрада); административный центр Изюмского района (не входит в его состав)
Купянск (укр. Куп`янськ, Куп`янська міськрада); административный центр Купянского района (не входит в его состав)
Лозовая (укр. Лозова, Лозівська міськрада); административный центр Лозовского района (не входит в его состав)
Люботин (укр. Люботин, Люботинська міськрада)
Первомайский (укр. Первомайський, Первомайська міськрада); административный центр Первомайского района (не входит в его состав)
Харьков (укр. Харків, Харківська міськрада); административный центр Харьковской области и Харьковского района (не входит в его состав)
Чугуев (укр. Чугуїв, Чугуївська міськрада); административный центр Чугуевского района (не входит в его состав)
Районы:
Балаклейский район (укр. Балаклійський район); административный центр — город Балаклея (укр. Балаклія)
Барвенковский район (укр. Барвінківський район); административный центр — город Барвенково (укр. Барвінкове)
Близнюковский район (укр. Близнюківський район); административный центр — посёлок Близнюки (укр. Близнюки)
Богодуховский район (укр. Богодухівський район); административный центр — город Богодухов (укр. Богодухів)
Боровский район (укр. Борівський район); административный центр — посёлок Боровая (укр. Борова)
Валковский район (укр. Валківський район); административный центр — город Валки (укр. Валки)
Великобурлукский район (укр. Великобурлуцький район); административный центр — посёлок Великий Бурлук (укр. Великий Бурлук)
Волчанский район (укр. Вовчанський район); административный центр — город Волчанск (укр. Вовчанськ)
Двуречанский район (укр. Дворічанський район); административный центр — посёлок Двуречная (укр. Дворічна)
Дергачёвский район (укр. Дергачівський район); административный центр — город Дергачи (укр. Дергачі)
Зачепиловский район (укр. Зачепилівський район); административный центр — посёлок Зачепиловка (укр. Зачепилівка)
Змиевской район (укр. Зміївський район); административный центр — город Змиёв (укр. Зміїв)
Золочевский район (укр. Золочівський район); административный центр — посёлок Золочев (укр. Золочів)
Изюмский район (укр. Ізюмський район); административный центр — город Изюм, не входит в его состав
Кегичевский район (укр. Кегичівський район); административный центр — посёлок Кегичёвка (укр. Кегичівка)
Коломакский район (укр. Коломацький район); административный центр — посёлок Коломак (укр. Коломак)
Красноградский район (укр. Красноградський район); административный центр — город Красноград (укр. Красноград)
Краснокутский район (укр. Краснокутський район); административный центр — посёлок Краснокутск (укр. Краснокутьск)
Купянский район (укр. Куп`янський район); административный центр — город Купянск, не входит в его состав
Лозовский район (укр. Лозівський район); административный центр — город Лозовая, не входит в его состав
Нововодолажский район (укр. Нововодолазький район); административный центр — посёлок Новая Водолага (укр. Нова Водолага)
Первомайский район (укр. Первомайський район); административный центр — город Первомайский, не входит в его состав
Печенежский район (укр. Печенізький район); административный центр — посёлок Печенеги (укр. Печеніги)
Сахновщинский район (укр. Сахновщинський район); административный центр — посёлок Сахновщина (укр. Сахновщина)
Харьковский район (укр. Харківський район); административный центр — город Харьков, не входит в его состав; также включает город Мерефа (укр. Мерефа) и город Пивденное (укр. Південне)
Чугуевский район (укр. Чугуївський район); административный центр — город Чугуев, не входит в его состав
Шевченковский район (укр. Шевченківський район); административный центр — посёлок Шевченково (укр. Шевченкове)

### Херсонская область

Херсонская область, карта-схема административно-территориального деления

Херсонская область (укр. Херсонська область), административный центр — город Херсон
Города (городские советы) областного подчинения:
Каховка (укр. Каховка, Каховська міськрада); административный центр Каховского района (не входит в его состав)
Новая Каховка (укр. Нова Каховка, Новокаховська міськрада); с подчинённым городским советом города Таврийск (укр. Таврійськ)
Херсон (укр. Херсон, Херсонська міськрада); административный центр Херсонской области
Районы:
Алёшковский район (укр. Олешківський район); административный центр — город Алёшки (укр. Олешки)
Белозёрский район (укр. Білозерський район); административный центр — посёлок Белозёрка (укр. Білозерка)
Бериславский район (укр. Бериславський район); административный центр — город Берислав (укр. Берислав)
Великоалександровский район (укр. Великоолександрівський район); административный центр — посёлок Великая Александровка (укр. Велика Олександрівка)
Великолепетихский район (укр. Великолепетиський район); административный центр — посёлок Великая Лепетиха (укр. Велика Лепетиха)
Верхнерогачикский район (укр. Верхньорогачицький район); административный центр — посёлок Верхний Рогачик (укр. Верхній Рогачик)
Высокопольский район (укр. Високопільський район); административный центр — посёлок Высокополье (укр. Високопілля)
Генический район (укр. Генічеський район); административный центр — город Геническ (укр. Генічеськ)
Голопристанский район (укр. Голопристанський район); административный центр — город Голая Пристань (укр. Гола Пристань)
Горностаевский район (укр. Горностаівський район); административный центр — посёлок Горностаевка (укр. Горностаївка)
Ивановский район (укр. Iванівський район); административный центр — посёлок Ивановка (укр. Іванівка)
Каланчакский район (укр. Каланчацький район); административный центр — посёлок Каланчак (укр. Каланчак)
Каховский район (укр. Каховський район); административный центр — город Каховка, не входит в его состав
Нижнесерогозский район (укр. Нижньосірогозський район); административный центр — посёлок Нижние Серогозы (укр. Нижні Сірогози)
Нововоронцовский район (укр. Нововоронцовський район); административный центр — посёлок Нововоронцовка (укр. Нововоронцовка)
Новотроицкий район (укр. Новотроіцький район); административный центр — посёлок Новотроицкое (укр. Новотроїцьке)
Скадовский район (укр. Скадовський район); административный центр — город Скадовск (укр. Скадовськ)
Чаплинский район (укр. Чаплинський район); административный центр — посёлок Чаплинка (укр. Чаплинка)

### Хмельницкая область

Хмельницкая область, карта-схема административно-территориального деления

Хмельницкая область (укр. Хмельницька область), административный центр — город Хмельницкий
Города (городские советы) областного подчинения:
Каменец-Подольский (укр. Кам`янець-Подільський, Кам`янець-Подільська міськрада); административный центр Каменец-Подольского района (не входит в его состав)
Нетешин (укр. Нетішин, Нетішинська міськрада)
Славута (укр. Славута, Каховська міськрада); административный центр Славутского района (не входит в его состав)
Староконстантинов (укр. Старокостянтинів, Старокостянтинівська міськрада); административный центр Староконстантиновского района (не входит в его состав)
Хмельницкий (укр. Хмельницький, Хмельницька міськрада); административный центр Хмельницкой области и Хмельницкого района (не входит в его состав)
Шепетовка (укр. Шепетівка, Шепетівська міськрада); административный центр Шепетовского района (не входит в его состав)
Районы:
Белогорский район (укр. Білогірський район); административный центр — посёлок Белогорье (укр. Білогір`я)
Виньковецкий район (укр. Віньковецький район); административный центр — посёлок Виньковцы (укр. Віньківці)
Волочисский район (укр. Волочиський район); административный центр — город Волочиск (укр. Волочиськ)
Городокский район (укр. Городоцький район); административный центр — город Городок (укр. Городок)
Деражнянский район (укр. Деражнянський район); административный центр — город Деражня (укр. Деражня)
Дунаевецкий район (укр. Дунаєвецький район); административный центр — город Дунаевцы (укр. Дунаївці)
Изяславский район (укр. Ізяславський район); административный центр — город Изяслав (укр. Ізяслав)
Каменец-Подольский район (укр. Кам`янець-Подільський район); административный центр — город Каменец-Подольский, не входит в его состав
Красиловский район (укр. Красилівський район); административный центр — город Красилов (укр. Красилів)
Летичевский район (укр. Летичівський район); административный центр — посёлок Летичев (укр. Летичів)
Новоушицкий район (укр. Новоушицький район); административный центр — посёлок Новая Ушица (укр. Нова Ушиця)
Полонский район (укр. Полонський район); административный центр — город Полонное (укр. Полонне)
Славутский район (укр. Славутський район); административный центр — город Славута, не входит в его состав
Староконстантиновский район (укр. Старокостянтинівський район); административный центр — город Староконстантинов, не входит в его состав
Старосинявский район (укр. Старосинявський район); административный центр — посёлок Старая Синява (укр. Стара Синява)
Теофипольский район (укр. Теофіпольський район); административный центр — посёлок Теофиполь (укр. Теофіполь)
Хмельницкий район (укр. Хмельницький район); административный центр — город Хмельницкий, не входит в его состав
Чемеровецкий район (укр. Чемеровецький район); административный центр — посёлок Чемеровцы (укр. Чемерівці)
Шепетовский район (укр. Шепетівський район); административный центр — город Шепетовка, не входит в его состав
Ярмолинецкий район (укр. Ярмолинецький район); административный центр — посёлок Ярмолинцы (укр. Ярмолинці)

### Черкасская область

Черкасская область, карта-схема административно-территориального деления

Черкасская область (укр. Черкаська область), административный центр — город Черкассы
Города (городские советы) областного подчинения:
Ватутино (укр. Ватутіне, Ватутінська міськрада)
Золотоноша (укр. Золотоноша, Золотоніська міськрада); административный центр Золотоношского района (не входит в его состав)
Канев (укр. Канів, Канівська міськрада); административный центр Каневского района (не входит в его состав)
Смела (укр. Сміла, Смілянська міськрада); административный центр Смелянского района (не входит в его состав)
Умань (укр. Умань, Уманська міськрада); административный центр Уманского района (не входит в его состав)
Черкассы (укр. Черкаси, Черкаська міськрада); административный центр Черкасской области и Черкасского района (не входит в его состав)
Районы:
Городищенский район (укр. Городищенський район); административный центр — город Городище (укр. Городище)
Драбовский район (укр. Драбівський район); административный центр — посёлок Драбов (укр. Драбів)
Жашковский район (укр. Жашківський район); административный центр — город Жашков (укр. Жашків)
Звенигородский район (укр. Звенигородський район); административный центр — город Звенигородка (укр. Звенигородка)
Золотоношский район (укр. Золотоніський район); административный центр — город Золотоноша, не входит в его состав
Каменский район (укр. Кам`янський район); административный центр — город Каменка (укр. Кам`янка)
Каневский район (укр. Канівський район); административный центр — город Канев, не входит в его состав
Катеринопольский район (укр. Катеринопільський район); административный центр — посёлок Катеринополь (укр. Катеринопіль)
Корсунь-Шевченковский район (укр. Корсунь-Шевченківський район); административный центр — город Корсунь-Шевченковский (укр. Корсунь-Шевченківський)
Лысянский район (укр. Лисянський район); административный центр — посёлок Лысянка (укр. Лисянка)
Маньковский район (укр. Маньківський район); административный центр — посёлок Маньковка (укр. Маньківка)
Монастырищенский район (укр. Монастирищенський район); административный центр — город Монастырище (укр. Монастирище)
Смелянский район (укр. Смілянський район); административный центр — город Смела, не входит в его состав
Тальновский район (укр. Тальнівський район); административный центр — город Тальное (укр. Тальне)
Уманский район (укр. Уманський район); административный центр — город Умань, не входит в его состав
Христиновский район (укр. Христинівський район); административный центр — город Христиновка (укр. Христинівка)
Черкасский район (укр. Черкаський район); административный центр — город Черкассы, не входит в его состав
Чигиринский район (укр. Чигиринський район); административный центр — город Чигирин (укр. Чигирин)
Чернобаевский район (укр. Чорнобаївський район); административный центр — посёлок Чернобай (укр. Чорнобай)
Шполянский район (укр. Шполянський район); административный центр — город Шпола (укр. Шпола)

### Черниговская область

Черниговская область, карта-схема административно-территориального деления

Черниговская область (укр. Чернігівська область), административный центр — город Чернигов
Города (городские советы) областного подчинения:
Нежин (укр. Ніжин, Ніжинська міськрада); административный центр Нежинского района (не входит в его состав)
Прилуки (укр. Прилуки, Прилуцька міськрада); административный центр Прилукского района (не входит в его состав)
Чернигов (укр. Чернігів, Чернігівська міськрада); административный центр Черниговской области и Черниговского района (не входит в его состав)
Районы:
Бахмачский район (укр. Бахмацький район); административный центр — город Бахмач (укр. Бахмач); также включает город Батурин (укр. Батурин)
Бобровицкий район (укр. Бобровицький район); административный центр — город Бобровица (укр. Бобровиця)
Борзнянский район (укр. Борзнянський район); административный центр — город Борзна (укр. Борзна)
Варвинский район (укр. Варвинський район); административный центр — посёлок Варва (укр. Варва)
Городнянский район (укр. Городнянський район); административный центр — город Городня (укр. Городня)
Ичнянский район (укр. Ічнянський район); административный центр — город Ичня (укр. Ічня)
Козелецкий район (укр. Козелецький район); административный центр — посёлок Козелец (укр. Козелець); также включает город Остёр (укр. Остер)
Коропский район (укр. Коропський район); административный центр — посёлок Короп (укр. Короп)
Корюковский район (укр. Корюківський район); административный центр — город Корюковка (укр. Корюківка)
Куликовский район (укр. Куликівський район); административный центр — посёлок Куликовка (укр. Куликівка)
Менский район (укр. Менський район); административный центр — город Мена (укр. Мена)
Нежинский район (укр. Ніжинський район); административный центр — город Нежин, не входит в его состав
Новгород-Северский район (укр. Новгород-Сіверський район); административный центр — город Новгород-Северский (укр. Новгород-Сіверський)
Носовский район (укр. Носівський район); административный центр — город Носовка (укр. Носівка)
Прилукский район (укр. Прилуцький район); административный центр — город Прилуки, не входит в его состав
Репкинский район (укр. Ріпкинський район); административный центр — посёлок Репки (укр. Ріпки)
Семёновский район (укр. Семенівський район); административный центр — город Семёновка (укр. Семенівка)
Сновский район (укр. Сновский район); административный центр — город Сновск (укр. Сновськ)
Сосницкий район (укр. Сосницький район); административный центр — посёлок Сосница (укр. Сосниця)
Сребнянский район (укр. Срібнянський район); административный центр — посёлок Сребное (укр. Срібне)
Талалаевский район (укр. Талалаївський район); административный центр — посёлок Талалаевка (укр. Талалаївка)
Черниговский район (укр. Чернігівський район); административный центр — город Чернигов, не входит в его состав

### Черновицкая область

Черновицкая область, карта-схема административно-территориального деления

Черновицкая область (укр. Чернівецька область), административный центр — город Черновцы
Города (городские советы) областного подчинения:
Новоднестровск (укр. Новодністровськ, Новодністровська міськрада)
Черновцы (укр. Чернівці, Чернівецька міськрада); административный центр Черновицкой области
Районы:
Вижницкий район (укр. Вижницький район); административный центр — город Вижница (укр. Вижниця); также включает город Вашковцы (укр. Вашківці)
Герцаевский район (укр. Герцаївський район); административный центр — город Герца (укр. Герца)
Глыбокский район (укр. Глибоцький район); административный центр — посёлок Глыбокая (укр. Глибока)
Заставновский район (укр. Заставнівський район); административный центр — город Заставна (укр. Заставна)
Кельменецкий район (укр. Кельменецький район); административный центр — посёлок Кельменцы (укр. Кельменці)
Кицманский район (укр. Кіцманський район); административный центр — город Кицмань (укр. Кіцмань)
Новоселицкий район (укр. Новоселицький район); административный центр — город Новоселица (укр. Новоселиця)
Путильский район (укр. Путильський район); административный центр — посёлок Путила (укр. Путила)
Сокирянский район (укр. Сокирянський район); административный центр — город Сокиряны (укр. Сокиряни)
Сторожинецкий район (укр. Сторожинецький район); административный центр — город Сторожинец (укр. Сторожинець)
Хотинский район (укр. Хотинський район); административный центр — город Хотин (укр. Хотин)

### Автономная Республика Крым

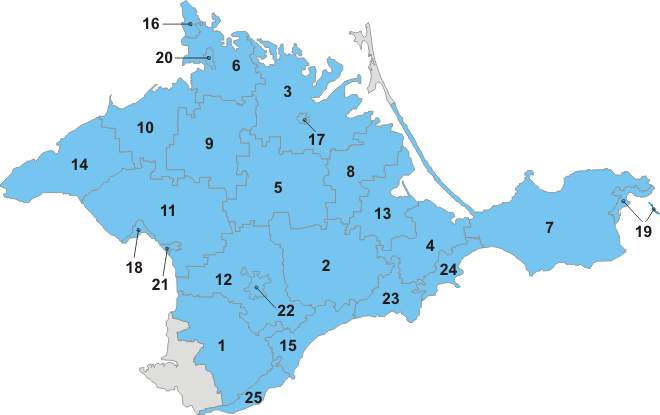
Автономная республика Крым, административно-территориальные единицы пронумерованы (см. список)

Автономная Республика Крым (укр. Автономна Республіка Крим, крымскотат. Qırım Muhtar Cumhuriyeti, Къырым Мухтар Джумхуриети), столица — город Симферополь
В феврале—марте 2014 года была осуществлена аннексия Крыма Российской Федерацией, в рамках федеративного устройства которой на соответствующей территории были образованы субъекты федерации — Республика Крым и город федерального значения Севастополь.
Украина не признаёт аннексию Крыма Россией. В украинском законодательстве и документах ООН АР Крым рассматривается как временно оккупированная российскими вооружёнными силами.
Городские советы республиканского (автономной республики) подчинения:
Алуштинский горсовет (укр. Алуштинська міськрада, крымскотат. Aluşta şeer şurası; Алушта шеэр шурасы) — на карте № 15, административный центр — Алушта
Армянский горсовет (укр. Армянська міськрада, крымскотат. Ermeni Bazar şeer şurası, Эрмени Базар шеэр шурасы) — на карте № 16, административный центр — Армянск
Джанкойский горсовет (укр. Джанкойська міськрада, крымскотат. Canköy şeer şurası, Джанкой шеэр шурасы) — на карте № 17; административный центр — Джанкой
Евпаторийский горсовет (укр. Євпаторійська міськрада, крымскотат. Kezlev şeer şurası, Кезлев шеэр шурасы) — на карте № 18, административный центр — Евпатория
Керченский горсовет (укр. Керченська міськрада, крымскотат. Keriç şeer şurası, Керич шеэр шурасы) — на карте № 19, административный центр — Керчь
Красноперекопский горсовет (укр. Красноперекопська міськрада, крымскотат. Krasnoperekopsk şeer şurası, Красноперекопск шеэр шурасы) — на карте № 20, административный центр — Красноперекопск
Сакский горсовет (укр. Сакська міськрада, крымскотат. Saq şeer şurası, Сакъ шеэр шурасы) — на карте № 21, административный центр — Саки
Симферопольский горсовет (укр. Сімферопольська міськрада, крымскотат. Aqmescit şeer şurası, Акъмесджит шеэр шурасы) — на карте № 22, административный центр — Симферополь
Судакский горсовет (укр. Судацька міськрада, крымскотат. Sudaq şeer şurası, Судакъ шеэр шурасы) — на карте № 23, административный центр — Судак
Феодосийский горсовет (укр. Феодосійська міськрада, крымскотат. Kefe şeer şurası, Кефе шеэр шурасы) — на карте № 24, административный центр — Феодосия
Ялтинский горсовет (укр. Ялтинська міськрада, крымскотат. Yalta şeer şurası, Ялта шеэр шурасы) — на карте № 25, административный центр — Ялта с подчинённым городским советом города Алупка (укр. Алупка, крымскотат. Alupka, Алупка)
Районы:
Бахчисарайский район (укр. Бахчисарайський район, крымскотат. Bağçasaray rayonı, Багъчасарай районы) — на карте № 1; административный центр — город Бахчисарай (укр. Бахчисарай, крымскотат. Bağçasaray, Багъчасарай)
Белогорский район (укр. Білогірський район, крымскотат. Qarasuvbazar rayonı, Къарасувбазар районы) — на карте № 2; административный центр — город Белогорск (укр. Білогірськ, крымскотат. Qarasuvbazar, Къарасувбазар)
Джанкойский район (укр. Джанкойський район, крымскотат. Canköy rayonı, Джанкой районы) — на карте № 3; административный центр — город Джанкой, в состав района не входит
Кировский район (укр. Кіровський район, крымскотат. İslâm Terek rayonı, Ислям Терек районы) — на карте № 4; административный центр — посёлок Кировское (укр. Кіровське, крымскотат. İslâm Terek, Ислям Терек), также включает город Старый Крым (укр. Старий Крим, крымскотат. Eski Qırım, Эски Къырым)
Красногвардейский район (укр. Красногвардійський район, крымскотат. Qurman rayonı, Къурман районы) — на карте № 5; административный центр — посёлок Красногвардейское (укр. Красногвардійське, крымскотат. Qurman, Къурман)
Красноперекопский район (укр. Красноперекопський район, крымскотат. Krasnoperekopsk rayonı, Красноперекопск районы) — на карте № 6; административный центр — город Красноперекопск, в состав района не входит
Ленинский район (укр. Ленінський район, крымскотат. Yedi Quyu rayonı, Еди Къую районы) — на карте № 7; административный центр — посёлок Ленино (укр. Леніне, крымскотат. Yedi Quyu, Еди Къую), также включает город Щёлкино (укр. Щолкіне, крымскотат. Şçolkino, Щёлкино)
Нижнегорский район (укр. Нижньогірський район, крымскотат. Seyitler rayonı, Сейитлер районы) — на карте № 8; административный центр — посёлок Нижнегорский (укр. Нижньогірський, крымскотат. Seyitler, Сейитлер)
Первомайский район (укр. Первомайський район, крымскотат. Curçı rayonı, Джурчы районы) — на карте № 9; административный центр — посёлок Первомайское (укр. Первомайське, крымскотат. Curçı, Джурчы)
Раздольненский район (укр. Роздольненський район, крымскотат. Aqşeyh rayonı, Акъшейх районы) — на карте № 10; административный центр — посёлок Раздольное (укр. Роздольне, крымскотат. Aqşeyh, Акъшейх)
Сакский район (укр. Сакський район, крымскотат. Saq rayonı, Сакъ районы) — на карте № 11; административный центр — город Саки, в состав района не входит
Симферопольский район (укр. Сімферопольський район, крымскотат. Aqmescit rayonı, Акъмесджит районы) — на карте № 12; административный центр — город Симферополь, в состав района не входит
Советский район (укр. Совєтський район, крымскотат. İçki rayonı, Ички районы) — на карте № 13; административный центр — посёлок Советский (укр. Совєтський, крымскотат. İçki, Ички)
Черноморский район (укр. Чорноморський район, крымскотат. Aqmeçit rayonı, Акъмечит районы) — на карте № 14; административный центр — посёлок Черноморское (укр. Чорноморське, крымскотат. Aqmeçit, Акъмечит)